# Secret Story
Vous pouvez aider à l'améliorer ou bien discuter des problèmes sur sa page de discussion.
- Il peut contenir un travail inédit ou des déclarations non vérifiées. Vous pouvez l’améliorer en ajoutant des références. (Marqué depuis juin 2024)

Vous pouvez aider à l'améliorer ou bien discuter des problèmes sur sa page de discussion.
- Il ne cite pas suffisamment ses sources. Vous pouvez indiquer les passages à sourcer avec {{référence nécessaire}} ou {{Référence souhaitée}}, et inclure les références utiles en les liant aux notes de bas de page. (Marqué depuis juillet 2025)
- Certaines de ses couleurs nuisent à son accessibilité et ne respectent pas la charte graphique. Les couleurs ne sont pas interdites, mais il est conseillé d'en faire un usage modéré qui respecte les normes d'accessibilité. (Marqué depuis juin 2025)
- Son ton est trop promotionnel ou publicitaire, voire hagiographique. Le texte doit adopter un ton neutre et encyclopédique. (Marqué depuis juin 2025)

- Archive Wikiwix
- Bing
- Cairn
- DuckDuckGo
- E. Universalis
- Gallica
- Google
- G. Books
- G. News
- G. Scholar
- Persée
- Qwant
- (zh) Baidu
- (ru) Yandex
- (wd) trouver des œuvres sur Wikidata

Cet article concerne la version française de Secret Story. Pour les autres versions, voir Secret Story (homonymie).
Secret Story est une émission française de téléréalité diffusée à la télévision française du 23 juin 2007 au 7 décembre 2017 puis, à partir du 23 avril 2024. Elle prend place sur TF1 avant de basculer partiellement sur NT1 en 2015 puis intégralement sur cette dernière chaîne en 2016 et 2017, en dehors des soirées de lancement, avant de revenir d'abord sur TF1 et TFX, à son retour en 2024, puis sur TFX hors soirée de lancement en 2025. Jusqu'en 2014, la présentation est assurée par Benjamin Castaldi, bien qu'il soit parfois remplacé de façon inopinée en cas d'indisponibilité, soit par « la voix », soit par Nikos Aliagas, puis il est relayé par Christophe Beaugrand, à partir de 2015.
Le concept est adapté à travers différents pays étrangers, comme en 2010 au Portugal sous le nom de Secret Story - Casa dos Segredos ou en 2011 aux Pays-Bas, sous le nom de Secret Story - Het huis der geheimen. D'autres versions lituaniennes, péruviennes et espagnoles voient également le jour. Certains pays optent pour la thématisation d'une de leurs saisons de Big Brother.
La version Secret Story hérite partiellement des principes fondamentaux de Big Brother, émission originale de télé réalité créée en 1997 par le néerlandais John de Mol et succède ainsi à Loft Story, adaptation française de ce même format, également présentée par Benjamin Castaldi en 2001 et 2002 sur la chaîne concurrente française M6. Le concept des « secrets » s'inspire quant à lui, du jeu télévisé Qui est qui ?, diffusé sur France 2 de 1996 à 2002.
Les candidats sont isolés du monde extérieur durant dix à quinze semaines au sein d'une demeure dénommée « maison des secrets », dont l'ensemble des pièces sont équipées de caméras vidéo, à l'exception du fumoir, des toilettes et d'une pièce imposée par l'autorité audiovisuelle CSA. En compétition, chacun a pour mission de préserver un secret, tout en tentant de découvrir ceux de ses colocataires.
En mai 2018, après onze éditions successives, l'animateur Christophe Beaugrand annonce que le programme n'est pas renouvelé pour une douzième saison, initialement prévue au mois de septembre de la même année. Toutefois en octobre 2023, la chaîne TF1 officialise le retour du programme, après six ans d'absence à l'antenne et l'émission revient pour sa treizième saison, en juin 2025.

## Concept

### Genèse de l'émission
Le succès d'audience et médiatique de Loft Story sur la chaîne nationale privée M6, adaptation française de l'émission néerlandaise Big Brother et généralement considérée comme première télé réalité d'enfermement télédiffusée en France, traduit rapidement un phénomène de société, lequel conduit la chaîne TF1 à signer un contrat d'exclusivité avec le même groupe de production audiovisuelle Endemol, visant à racheter les droits d'exploitation exclusifs du concept et de l'ensemble des futurs formats de télé réalité proposés par cette société en France. Dès lors, naît en octobre 2001 l'émission Star Academy, rendez-vous musical hybride entre télé-crochet et télé réalité puis, en avril 2003, un programme intitulé Nice People, surnommé le Loft Story européen par la presse française, mettant en scène une dizaines de jeunes individus venus de différents pays, dans une villa située à Nice. Si la télé réalité musicale présentée par Nikos Aliagas parvient à susciter un fort engouement après un démarrage difficile, la seconde émission, animée par Arthur et Flavie Flament, ne rencontre pas le succès d'audience de la version d'origine et doit s'arrêter, au terme d'une unique saison.
De son côté, le groupe M6 décide de produire en interne, son propre nouveau concept de télé réalité d'enfermement et lance en avril 2004, l'émission Les Colocataires, présentée par Frédérique Courtadon et Jérémy Michalak. Cette formule se révèle être un échec, subissant la concurrence de la première saison de La Ferme Célébrités, diffusée à la même période sur TF1;  autre émission de télé réalité d'enfermement animée par Benjamin Castaldi et Jean-Pierre Foucault, rassemblant des célébrités, au sein d'une ferme. Comme Nice People, ce format ne connaît aucune reconduction.
À la suite de ces deux échecs consécutifs, signant temporairement la fin des programmes de télé réalité d'enfermement avec des personnes anonymes, le groupe M6 laisse le champ libre à sa consœur sur ce créneau, souhaitant redorer son image entachée par les polémiques autour de Loft Story. C'est ainsi qu'en juin 2007, TF1 saisit cette opportunité pour conquérir les parts d'audience abandonnées par M6, en lançant avec Endemol une adaptation entièrement retravaillée de l'émission originale Big Brother. Sous le titre Secret Story, la formule se distingue des versions antérieures par l'introduction d'une dimension de jeu supplémentaire, à travers la mécanique de secrets que les candidats sont tenus de préserver intacts le plus longtemps possible et idéalement, jusqu'à la fin de l'aventure. Le concept trouve d'emblée son public, au point de connaître plusieurs reconductions annuelles, puis de faire des émules à l'international en s'exportant à travers plusieurs pays étrangers, à commencer par le Portugal dès 2010.

### La maison des secrets
La « maison des secrets », représentant le lieu de vie des « secrétistes », est implantée, lors des sept premières saisons, sur l'emprise d'un parking en plein air et attenant au studio 224 du quartier de La Plaine Saint-Denis, sur le territoire communal d'Aubervilliers. Le plateau dédié aux émissions hebdomadaires, quant à lui, est aménagé au sein du studio 217 mitoyen. D'une superficie initiale de 200 m2, le bâtiment préfabriqué est rebâti chaque année et la surface du terrain est revue à la hausse à plusieurs reprises, à compter de la quatrième saison en particulier, passant successivement à 700 m2, 800 m2 puis 1 000 m2. L'ensemble architectural se compose notamment d'un jardin de 400 m2 agrémenté d'une piscine ainsi que d'une petite salle dépourvue de caméras, espace imposé par le CSA dans lequel les candidats sont autorisés à se rendre jusqu'à deux heures maximum chaque jour, d'un confessionnal ainsi que d'une supérette, dont l'ouverture est minutée. Cette dernière pièce apparaît initialement au cours des quatre premières saisons avant une longue absence, au terme de laquelle elle est réintroduite ponctuellement dans le courant de la dixième saison, puis à nouveau ouverte lors de la onzième édition de l'émission. À partir de la troisième saison, une enceinte métallique est mise en place autour de la maison, afin de prévenir tout incident d'origine extérieure, susceptible de nuire au tournage ou au déroulement du jeu et en particulier, pour protéger la révélation du secret d'un candidat de la part d'une tierce personne, pouvant se trouver à proximité immédiate du site.
À partir de la huitième saison et suite au déclin de l'audience du programme, la société Endemol France ne souhaite plus loger les candidats au sein d'une demeure éphémère pensée comme un décor provisoire. Afin de relancer l'intérêt des téléspectateurs, elle loue alors un chalet en bois perché à une vingtaine de mètres de hauteur, situé sur le toit des studios de la Montjoie, au no 12 de la rue éponyme à Saint-Denis, accordant davantage d'espace au jardin, dont la surface s'étend sur près de 1 000 m2. Cette villa, édifiée en 1992 pour le producteur Jean-Luc Azoulay, fait partie intégrante de l'ancien complexe des studios d'AB Productions où sont été notamment tournés le Club Dorothée ainsi que de multiples sitcoms françaises, dont Hélène et les Garçons, Le Miel et les Abeilles et Premiers baisers. Équipée de 64 caméras et de 50 micros, ce plateau s'étend sur trois niveaux, si l'on inclut les plateaux télévisés au niveau -1 et il dispose notamment d'une cuisine ouverte sur le salon, d'une première chambre et d'une salle de bain située au niveau zéro, ainsi que d'une seconde chambre à l'étage, d'où le panorama extérieur s'étend jusqu'à la butte Montmartre. De fait, l'agencement architectural de l'habitation n'évolue plus au cours des dernières saisons, les changements annuels se limitant principalement aux aspects esthétiques, si l'on excepte la construction d'une pergola à proximité de la piscine ainsi que d'un bâtiment secondaire accolé à la maison principale, à partir de la neuvième saison. Ce dernier édifice prend successivement la forme d'une « petite maison des secrets » en saison 9, d'un « hôtel des secrets » en saison 10 et d'un « Secret Bus » en saison 11.
Après 2017, l'arrêt de l'émission entraîne le démontage des installations dédiées au programme et le site est alors à l'abandon. Début 2019, à la suite du rachat des studios La Chapelle VCF par l'opérateur Plaine Commune Développement, l'ensemble des plateaux est un temps voué à la démolition prévue pour 2024, dans le cadre d'une opération d'urbanisme destinée à aménager un nouveau quartier à cet emplacement. Toutefois, depuis 2020, les lieux connaissent un regain d'activité dans le domaine de l'audiovisuel avec la location des plateaux existants et sont dès lors dédiés à la publicité, au cinéma, à des entrepôts de stockage et, à terme, à l'agriculture urbaine. En juin 2021, le chalet est toujours présent et il sert encore ponctuellement de décor à certaines scènes tournées en intérieur pour la série télévisée Les Mystères de l'amour, diffusée sur TMC depuis l'année 2011.
À l'occasion du retour de Secret Story en 2024, la maison des secrets quitte son berceau historique de La Plaine Saint-Denis pour s'installer au no 8 de la rue Charles-Édouard-Jeanneret à Poissy, dans les Yvelines, sur les emprises d'un entrepôt de la zone d'activités du Technoparc. À l'image du loft éphémère des sept premières saisons, cette demeure en décor préfabriqué est conçue spécialement pour les besoins du tournage de l'émission et dotée de 73 caméras vidéo. Sa superficie est la plus grande habitation jamais occupée dans l'histoire du jeu, s'étendant sur 1 000 m2. L'ensemble dispose, entre autres, d'une vaste arène de jeu de 200 m2 ainsi que d'une piscine extérieure de 40 m2, en forme de lavabo géant rectangulaire. En outre, une cloison coulissant verticalement permet de diviser la demeure en deux maisons distinctes, l'existence de l'une d'elles étant initialement dissimulée aux habitants. Le plateau télévisé, utilisé lors de la quotidienne du vendredi, est également accolé à la maison et se situe pour la première fois, au sein d'un chapiteau extérieur bénéficiant de la lumière du jour.
Pour la saison 1 ainsi que les saisons 3 à 7, la décoration est réalisée par Michèle Sarfati, scénographe et cheffe décoratrice connue pour avoir signé de nombreux programmes et plateaux télévisés tels que la Star Academy, Motus ou encore 100 % mag. Lors des saisons 2 et 8, le binôme formé par Laurence et Frédéric Cérato, maîtres d'œuvre du plateau des émissions Touche pas à mon poste !, Salut les Terriens ! ou encore Les Reines du shopping, est chargé de concevoir la scénographie de la maison, dont le thème est voué à se renouveler chaque année au gré des différentes éditions.
Au début de chaque saison, la « maison des secrets » recèle également des pièces cachées aux habitants, dont certaines que seuls quelques-uns vont être amenés à visiter au cours du jeu. Elle dispose notamment d'une « chambre des vérités » exploitée lors de la première saison. Cette pièce est accessible en appuyant sur un bouton dissimulé dans la tapisserie. En complément, on compte aussi une « grotte de l'amour » lors de la deuxième saison, accessible au moyen d'un passage dans la piscine ainsi qu'une « maison des intrus », utilisée lors de la troisième saison, dont l'accès s'effectue par un passage secret souterrain. Une « chambre secrète » ou « pièce secrète » est également installée à chaque saison et mise à contribution à un moment-clé de l'aventure : un à deux candidats annoncés comme sortants à leurs colocataires, y sont provisoirement envoyés pour séjourner le temps d'une semaine, dans le but d'observer l'ensemble de leurs faits et gestes retransmis à leur insu à travers des écrans de télévision.
D'autres pièces caractéristiques de la formule originale Big Brother sont également exploitées dans Secret Story : le « confessionnal » où chaque habitant se présente quotidiennement, pour donner son impression ou son opinion sur les événements qui se déroulent dans la maison, ainsi que le sas. Cette dernière salle représente un passage intermédiaire entre la maison et l'extérieur, dans lequel les « nommés » sont convoqués et apprennent leur élimination ou leur réintégration dans la maison. C'est également dans cette pièce que certains candidats encore en lice peuvent rentrer en contact avec d'autres déjà éliminés de l'aventure, souvent à travers une paroi vitrée limitant le contact physique.
Isolés du monde extérieur, les habitants ne sont pas informés des événements d'actualité, sauf quelques exceptions majeures comme le décès d'un artiste international, ce qui n'est survenu qu'à deux reprises en période de diffusion mais il ont droit à obtenir des  nouvelles de leurs proches, dont certains sont occasionnellement autorisés à leur téléphoner, via un poste téléphonique fixe spécifique ou à effectuer un bref passage dans la maison, notamment à l'approche d'une fin de saison, pour leur apporter du soutien. De plus, ils ne peuvent prendre connaissance de l'heure exacte, puisque la seule horloge à leur disposition, à savoir celle du four de la cuisine, est déréglée chaque nuit à leur insu, par des techniciens afin de les déboussoler.

### La voix
Jouant le rôle de maître du jeu, un personnage masculin invisible nommé « la voix » peut s'adresser à tout moment aux candidats, grâce à des enceintes installées dans le décor et leur donner ainsi, certaines consignes ou avertissements. Cette voix est incarnée par l'animateur radio Dominique Duforest, lequel supervise leur aventure depuis une loge isolée située sous la maison, depuis laquelle il visionne grâce à des écrans, la prise de vue de leurs faits et gestes en temps réel réalisée par les multiples caméras. Ce personnage occupe cette loge 6 jours sur 7, du dimanche au vendredi, une dizaine d'heures par jour. En l'absence de l'animateur Benjamin Castaldi notamment lorsque ce dernier est malade ou blessé au cours des éditions quotidiennes, « la voix » en assure l'intérim, avec le plateau de la quotidienne mais uniquement en commentaire voix off, par le biais d'un écran déposé sur le fauteuil central. En cas d'absence prolongée du présentateur, « la voix » est ensuite relayée par Nikos Aliagas, animateur de la Star Academy et de The Voice : La Plus Belle Voix notamment, lequel assure alors plusieurs quotidiennes ainsi qu'une émission hebdomadaire, lors de la sixième saison. « La voix » commence systématiquement ses interventions par la phrase « Ici la voix » et les termine toujours par la formule « C'est tout… pour le moment » ; ces citations étant ainsi considérées comme des leitmotivs marqueurs ou slogans de l'émission.
Afin de veiller au bon déroulement de la compétition dès le début du jeu, « la voix » impose une liste commandements — généralement au nombre de dix — que les habitants sont tenus de respecter le plus strictement possible tout au long des preuves, afin d'éviter toute pénalité, comme par exemple, la privation d'eau chaude, le retrait d'argent de la cagnotte d'un candidat ou encore, une nomination d'office. Ces commandements leur sont présentés au début des saisons 1 à 9 mais cette même présentation n'est plus diffusée à l'antenne, lors des saisons 10 et 11. Ces règles comprennent notamment :

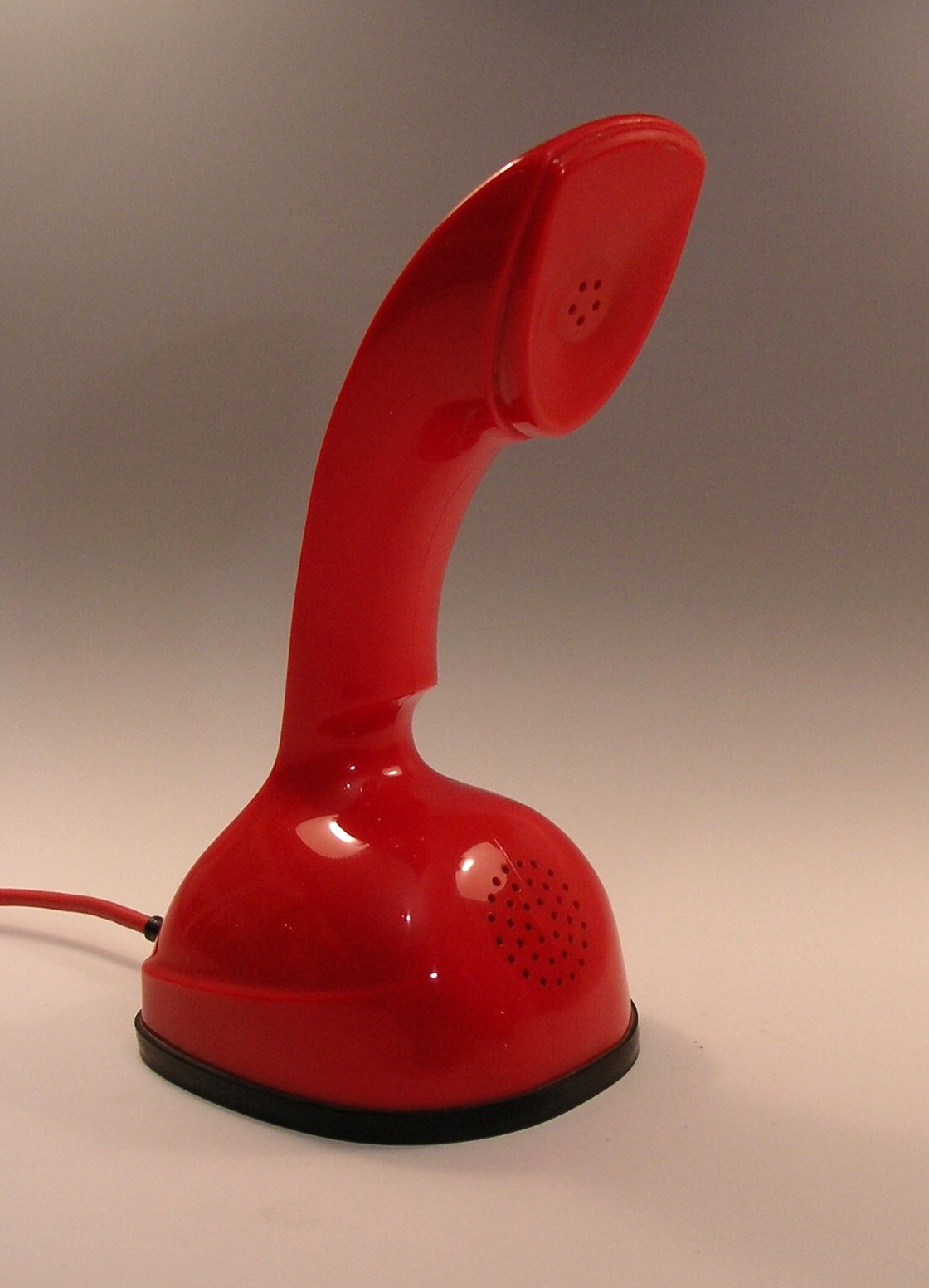
Un Ericofon, téléphone rouge utilisé lors des saisons 2 et 6

Au cours du jeu, un « téléphone rouge » fait son apparition depuis lequel « la voix » peut faire gagner ou perdre de l'argent aux candidats qui y répondent ou attribuer à un habitant, une voix supplémentaire à son encontre, concernant les nominations ou enfin permettre à un candidat d'en « nommer d'office » un autre, selon son choix.
« La voix » a également la possibilité de proposer une « mission secrète » d'ordre affectif ou ludique à un ou plusieurs habitants de son choix, permettant ainsi de gagner à l'insu d'autres candidats, une somme d'argent préalablement déterminée. De plus, des activités de diverses natures ainsi que des soirées à thème sont régulièrement organisées par « la voix », afin de rompre la routine quotidienne des habitants mais aussi, pour renflouer leur cagnotte.
Quelques jours avant le retour de Secret Story en 2024, Dominique Duforest feint auprès des médias son départ en retraite, prétendant passer le flambeau à une nouvelle voix off. Lors du lancement de la saison 12, le public découvre à sa place une voix féminine, incarnée par l'actrice et comédienne de doublage française Zoé Bettan, avant de découvrir la supercherie orchestrée par Dominique Duforest lui-même, qui n'a en réalité jamais tiré sa révérence sur l'émission.

### Secrets
La singularité de Secret Story par rapport à son ancêtre Big Brother réside dans une dimension de jeu qui lui est propre : chaque candidat a pour mission capitale de dissimuler un secret le concernant, ceci afin de protéger sa cagnotte, initialement remplie de 10 000 euros. Les secrets des habitants sont généralement personnels tels que « J'ai décidé de changer de sexe », « J'ai survécu au tsunami » ou « J'ai le Q.I d'Einstein », mais peuvent également être « arrangés » ou « mécanisés » par la production comme « Nous sommes un faux couple » ou « Nous sommes les intrus de la maison ». Ces derniers intitulés remplacent souvent des secrets personnels avec lesquels les participants ont postulé à l'origine. Indépendamment du type de secret, si la majorité d'entre eux sont individuels, d'autres sont cependant partagés par deux à quatre joueurs.
À cet objectif majeur s'en ajoute un second à remplir en parallèle, à savoir la « chasse aux secrets ». En effet, sur un principe similaire au jeu télévisé Qui est qui ?, les candidats ont la possibilité (et le devoir) de deviner les secrets d'autres habitants après avoir préalablement mené des enquêtes. En guise d'aide, des indices de diverses natures (majoritairement visuels) sont ponctuellement mis en jeu par « la voix » au cours de l'aventure.
Le candidat qui pense avoir trouvé le secret d'un de ses colocataires peut « buzzer » celui-ci, c'est-à-dire déclencher une alarme sonore spécifique en pressant un bouton rouge (nommé « buzzeur ») situé dans le confessionnal. Une « confrontation » entre eux est alors imposée plus tard dans l'intimité et en présence de « la voix », où le défendeur doit tenter de se justifier sans révéler son secret. Le découvreur peut ensuite se rétracter ou à l'inverse confirmer son « buzz » en engageant une partie de sa cagnotte (le montant fixé par « la voix » étant de 5 000 euros). Dans ce dernier cas, la réponse lui est fournie ultérieurement en présence de l'ensemble des autres habitants réunis dans le salon, généralement par le dépositaire même du secret recherché ou occasionnellement par « la voix » à travers une rétrospective en vidéo. Si l'auteur du « buzz » a vu juste, il empoche l'intégralité de la cagnotte de son adversaire démasqué ; le cas échéant, il lui cède le montant engagé (hormis en cas de « buzz » gratuit offert auparavant par « la voix » ou par les téléspectateurs et internautes qui votent pour l'élection du meilleur enquêteur de la semaine).
Cette « chasse aux secrets » prend fin au cours de l'émission hebdomadaire consacrée à la demi-finale, soit une semaine avant la finale proprement dite. Si un candidat est parvenu à préserver tout ou partie de son secret intact jusqu'à cette échéance, celui-ci est alors révélé aux autres habitants encore en compétition. D'abord sans conséquence sur la cagnotte finale du candidat (saisons 1 à 11), la préservation d'un secret jusqu'en demi-finale permet ensuite de voir sa cagnotte doublée juste avant la validation définitive de celle-ci (depuis la saison 12). En outre, tout candidat ayant vu son secret découvert auparavant par un autre habitant à la suite d'un « buzz » de ce dernier demeure en lice, même s'il n'a pas rempli cette mission jusqu'au bout et a perdu sa cagnotte en conséquence. La préservation de son secret joue donc un rôle mineur sur ses chances de victoire.
Un candidat peut également se voir déchu de son secret s'il a fortuitement révélé ce dernier à tout autre habitant en compétition (même dans l'intimité) ou divulgué de très lourds indices le concernant, ou beaucoup plus rarement s'il est établi qu'il a trompé la production sur son intitulé exact. Dans ce cas, « la voix » lui retire la totalité de sa cagnotte et le « nomme d'office » — hormis en saison 2 où elle procède à son exclusion — face à ses colocataires convoqués dans le salon, tout en le contraignant à leur dévoiler l'énoncé correspondant. Enfin, si un candidat est éliminé ou exclu du jeu en ayant conservé son secret, il n'est pas rare que l'intitulé de celui-ci ne soit pas révélé au restant des habitants en cours d'aventure, en particulier s'il s'agit d'un secret individuel (un secret collectif pouvant toujours être découvert par le biais d'un « buzz » si au moins un de ses détenteurs est encore en lice). En revanche, cette révélation est exigée par « la voix » si le participant concerné met un terme à sa candidature de sa propre volonté (sauf dans le cas d'un secret partagé avec un à trois autres candidats toujours en compétition, si celui-ci n'a pas déjà été découvert).

### Nominations et éliminations
De même que dans Loft Story, chaque semaine, les candidats se « nomment » entre eux à tour de rôle, traditionnellement le mardi, ou le mercredi pour la saison 12. Le plus souvent, « la voix » décide d'abord de quel sexe seront les habitants désignés par ces « nominations », puis ceux du sexe opposé les effectuent dans le confessionnal. Ces derniers font à leur tour l'objet de « nominations » la semaine suivante. Chacun doit sélectionner deux candidats distincts. Plus rarement, « la voix » opte pour des nominations dites « mixtes » exécutées par chaque habitant quel que soit son sexe, qui doit là encore désigner deux candidats du sexe opposé. Les « nommés » sont en principe les deux habitants recevant le plus de voix à leur encontre, mais il peut arriver que trois voire quatre arrivent à égalité. L'un d'eux est ensuite éliminé définitivement à l'issue du prime hebdomadaire suivant le choix des téléspectateurs, qui sont appelés à voter par téléphone, par SMS ou sur Internet via le site officiel de l'émission. Contrairement à un finaliste, un candidat éliminé ne valide pas sa cagnotte personnelle et ce, même s'il parvient à préserver son secret jusqu'à l'élimination du jeu.
Les départs et réintégrations des nommés s'effectuent généralement dans le sas d'entrée de la maison, en interaction directe avec l'animateur présent en plateau, ou beaucoup plus rarement dans le salon s'ils sont trop nombreux pour se réunir dans la pièce précitée. Ce mécanisme influe sur le suspense en donnant une impression d’enjeu important, amplifiée par le ton grave de l’animateur et un fond sonore volontairement pesant.
Parfois, les « nominations » peuvent être annulées en cas d'exclusion d'un habitant ou de « nominations d'office » décrétées par « la voix » dès lors que cette dernière constate un non-respect du règlement du jeu (notamment la révélation déloyale d'un secret ou une attitude jugée violente). À deux reprises, d'abord lors de la saison 3 à la suite de l'exclusion de Léo puis lors de la saison 7 des suites de l'abandon de Ben, les nominations ont été annulées alors que les suffrages ont été lancés. En outre, c'est en contrevenant aux règles qu'un candidat peut potentiellement devenir le seul nommé d'une semaine, le public devant alors décider s'il doit poursuivre l'aventure ou la quitter. Par ailleurs, les habitants peuvent également recevoir des immunités, principalement de la part de « la voix », ce qui leur permettra d'être épargnés par les nominations de la semaine ; toutefois, il peut arriver qu'un candidat en piège un autre en lui offrant une carte de nomination déguisée en immunité que la voix lui aura confiée. Occasionnellement, les habitants soit scindés en deux groupes distincts en compétition durant une semaine, au terme de laquelle l'équipe gagnante échappe à la nomination contrairement au groupe adverse. Certains dilemmes peuvent également inclure une nomination en l'échange d'une faveur accordée à un autre candidat. Les cas de figure sont ainsi très divers et limitent quelquefois de manière drastique, le délai accordé aux téléspectateurs pour effectuer leurs votes, car il peut arriver que les noms définitifs tombent seulement lors de l'émission hebdomadaire et non plusieurs jours en amont de celle-ci.
Dans certaines saisons, des nominations ou éliminations factices sont organisées à un moment-clé de l'aventure et le ou les sortants désignés par les téléspectateurs rejoignent alors une pièce secrète dans l'objectif d'y séjourner pendant près d'une semaine à l'insu de leurs colocataires. Enfin, une place en finale ou en demi-finale est parfois mise en jeu au cours de l'aventure, à une étape variable selon les saisons. Si un habitant parvient à la décrocher, il sera épargné par les nominations ultérieures, sauf s'il décide de s'en séparer (en l'échange d'une importante somme d'argent par exemple) ou qu'un autre candidat la détruit, souvent par l'intermédiaire de dilemmes que « la voix » imposera par la suite à l'un ou à l'autre.
Si les demi-finalistes sont en nombre supérieur à cinq (jusqu'à sept maximum), deux à trois d'entre eux sont susceptibles d'être éliminés conjointement aux portes de la finale, ceci afin que les finalistes soient systématiquement au nombre de quatre. Mais ce cas de figure demeure assez rare, car il peut également arriver que le départ de l'un d'eux soit avancé à la veille de la demi-finale (cas des saisons 10 et 11), mais aussi qu'un habitant décide antérieurement de quitter le jeu par abandon volontaire (cette dernière situation n'est jamais survenue plus de deux fois au cours d'une même saison) ou qu'il en soit définitivement disqualifié par « la voix » à la suite d'un comportement jugé problématique.  Lors de la saison 12, les demi-finalistes étant au nombre de sept, trois d'entre eux sont éliminés progressivement au fil de la semaine afin de ne garder que le carré final.
Durant cette même saison, le public n'est plus le seul maître des éliminations, car « la voix » offre ponctuellement aux candidats le pouvoir d'éliminer directement l'habitant de leur choix, majoritairement en semaine et non lors de la quotidienne éliminatoire du vendredi.

### Cagnottes
Chaque candidat démarre la compétition avec un cagnotte de 10 000 euros qu'il peut renflouer au fur et à mesure de la saison. Seuls les candidats Perrine et Maxence de la saison 12 dérogent à cette règle en intégrant le jeu avec une cagnotte vierge, qu'ils doivent renflouer progressivement au fil des semaines (cette spécificité constitue alors leur secret commun, lequel s'intitule « Nous sommes les voleurs de la maison »).
À la fin de l'aventure, les finalistes remportent la totalité de leur cagnotte personnelle — alors définitivement fixée — et sont soumis au suffrage du public. Le vainqueur est celui ayant reçu le plus grand nombre de votes de la part des téléspectateurs en sa faveur et empoche ainsi un chèque d'un montant de 150 000 euros (lors des saisons 1 à 7) ou de 100 000 euros (à compter de la saison 8), auquel s'additionne sa cagnotte.
Lors du prime de lancement de la saison 1, il est annoncé que le gain maximal (chèque de 150 000 euros et cagnotte cumulés) s'élèverait à 700 000 euros. Ce chiffre correspond à la découverte de l'intégralité des secrets et à la réussite de l'ensemble des missions confiées par la voix. Cependant, jamais dans l'histoire de l'émission, un gain (potentiel ou non) n'excédera les 200 000 euros. En effet, la plus importante cagnotte validée en demi-finale revient à Anne-Krystel de la saison 4 et ses 100 077,69 euros. Seule la candidate Audrey de la saison 6 est parvenue à récolter une somme plus conséquente encore, jusqu'à la onzième semaine avant de perdre une large part de ses gains, lesquels s'élève alors à 181 387 euros. En outre, la réduction du montant du chèque à partir de la saison 8 a mécaniquement abaissé le gain maximal qu'un vainqueur puisse décrocher.
Lors de la saison 12, le candidat Maxence se qualifie pour la finale avec une cagnotte vide, ce qui constitue un cas unique dans l'histoire du jeu.

## Identité visuelle et sonore
Cet article concerne la version française de Secret Story. Pour les autres versions, voir Secret Story (homonymie).

### Logo
Comme pour Loft Story, première émission de télé réalité française, ou Big Brother au Royaume-Uni,, le logo de Secret Story est constitué principalement d'un œil basé sur une œuvre de John Matos.
Ce logo est modernisé en 2024 à l'occasion du retour de l'émission après sept ans d'absence à l'antenne. Une nouvelle typographie plus colorée et sans empattements est choisie, tandis que l'œil arbore une texture en dégradé avec des reflets et un iris plus réalistes.

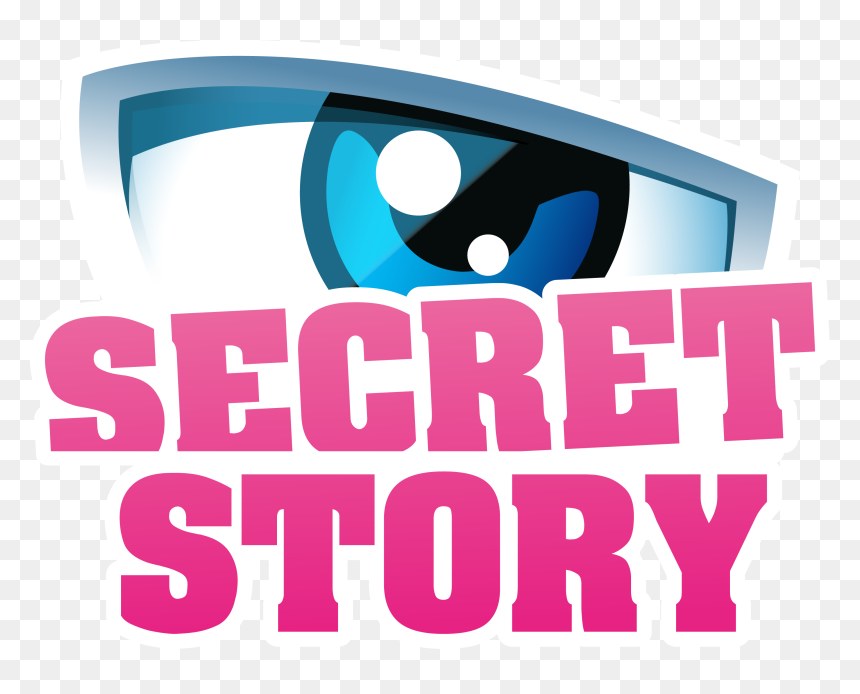
Logo des saisons 1 à 11 (2007-2017). (Réutilisé en saison 13 lors du prime nostalgie.)
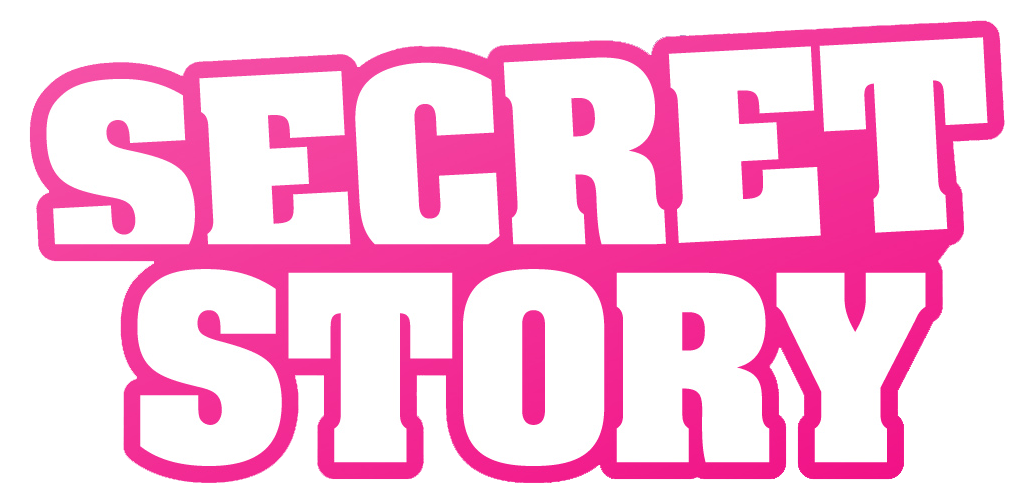
Logo des saisons 1 à 11 (2007-2017) - Texte seulement.
Logo actuel en saisons 12 et 13 (Depuis 2024).
Logo actuel en saisons 12 et 13 (Depuis 2024) - Texte seulement.

### Générique
Le titre I Wanna Chat du groupe Booty Full constitue le générique de Secret Story. Le single, devenu indissociable de ce programme, est sorti le 20 août 2007 sous le label Music One qui est lui-même le label TF1. Le générique est construit autour de deux boucles (une de guitare et une autre de piano) libres de droit. Ces deux boucles sont présentes dans le logiciel de création musicale Garage Band, fourni par défaut avec les ordinateurs Apple. La boucle de guitare s'appelle Funky Electric Guitar 2 et celle de piano Emotional Piano. Les paroles sont légèrement modifiées à partir de la saison 12 afin d'être en phase avec la nouvelle identité de l'émission, plus axée sur le jeu (« Show me your body » devenant « Tell me your secret »).
Le générique débute immédiatement après un résumé des épisodes précédents, hormis dans la saison 11 où ce dernier est supprimé. « La voix » prend alors la parole par-dessus la musique afin d'expliquer le concept de l'émission en quelques phrases : « Ils ont tous un secret. Je leur ai confié une mission, le garder à tout prix pendant dix semaines (saison 1 & 2) / pendant quatorze semaines (saison 3 & 4) / pendant tout l'été (saison 5, 6, 7 & 8) / de la saison 9 à la saison 11, cette fin de phrase est supprimée) / pendant plusieurs semaines (saison 12, la fin de phrase étant réintégrée). Mais sauront-ils relever ce défi sans être démasqués ? Et surtout, n'oubliez pas : méfiez-vous des apparences… ».
Lors de la première saison, chaque candidat apparaît à tour de rôle dans une courte séquence sur laquelle son prénom est inscrit en lettres capitales. Cette animation continue d'apparaître une fois qu'ils sont éliminés de l'aventure, mais leurs prénoms respectifs ne sont alors plus mentionnés. De la deuxième à la septième saison, sous l'influence de la série télévisée Desperate Housewives, les séquences sont remplacées par des images des candidats remodélisées en 3D dans des décors en images de synthèse, plutôt imaginaires et souvent en rapport avec leurs secrets respectifs. Même au-delà de leur élimination du jeu, leur prénom apparaît toujours aux côtés de leur photo.

### Musiques originales
Depuis la saison 2, une banque musicale originale a été créée spécialement pour l’émission. Les musiques de la saison 2 ont été composées par David Monceau (qui travaille pour Endemol) et Stéphane Lebaron. À partir de la saison 3, ce sont deux compositeurs, Nicolas Borne et Pierre-Yves Casanova de SXS Prod qui ont été chargés de composer de nouvelles musiques originales. Ils sont accompagnés de David Dahan. L’interprétation de l'ensemble des violons est signée François Villevieille, du groupe Élephant. À partir de la saison 4, Brice Davoli, ancien professeur de Star Academy (saison 5), compose en parallèle avec SXS Prod la bande originale de l’émission. Les musiques de la saison 5 ont été enrichies de nouveaux morceaux de SXS Prod et Brice Davoli. François Villevieille, jusque-là violoniste-interprète, créera aussi quelques musiques originales pour cette nouvelle saison.

## Déroulement des saisons
| Saisons                 | Saison 1             | Saison 2             | Saison 3             | Saison 4             | Saison 5                             | Saison 6             | Saison 7             | Saison 8             | Saison 9             | Saison 10            | Saison 11            | Saison 12            | Saison 13            |
| ----------------------- | -------------------- | -------------------- | -------------------- | -------------------- | ------------------------------------ | -------------------- | -------------------- | -------------------- | -------------------- | -------------------- | -------------------- | -------------------- | -------------------- |
| Chaîne mère             | TF1                  | TF1                  | TF1                  | TF1                  | TF1                                  | TF1                  | TF1                  | TF1                  | TF1/NT1              | NT1                  | NT1                  | TF1                  | TFX                  |
| Lancement               | TF1                  | TF1                  | TF1                  | TF1                  | TF1                                  | TF1                  | TF1                  | TF1                  | TF1                  | TF1                  | TF1                  | TF1                  | TF1                  |
| Quotidiennes            | TF1                  | TF1                  | TF1                  | TF1                  | TF1                                  | TF1                  | TF1                  | TF1                  | NT1                  | NT1                  | NT1                  | TF1                  | TFX                  |
| Hebdomadaires           | TF1                  | TF1                  | TF1                  | TF1                  | TF1                                  | TF1                  | TF1                  | TF1                  | TF1                  | NT1                  | NT1                  |                      | TFX                  |
| Vainqueurs              | Les Triplées         | Matthias Pohl        | Émilie Nef Naf       | Benoît Dubois        | Marie Garet                          | Nadège Lacroix       | Anaïs Camizuli       | Leïla Ben Khalifa    | Émilie Fiorelli      | Julien Geloën        | Noré Abdelali        | Alexis André Jr.     | Romy                 |
| Nombres de semaines     | 10                   | 10                   | 14                   | 15                   | 14                                   | 15                   | 14                   | 10                   | 12                   | 12                   | 14                   | 8                    | 8                    |
| Gains remportées        | 150 000 € + cagnotte | 150 000 € + cagnotte | 150 000 € + cagnotte | 150 000 € + cagnotte | 150 000 € + cagnotte                 | 150 000 € + cagnotte | 150 000 € + cagnotte | 100 000 € + cagnotte | 100 000 € + cagnotte | 100 000 € + cagnotte | 100 000 € + cagnotte | 100 000 € + cagnotte | 100 000 € + cagnotte |
| Présentateur            | Benjamin Castaldi    | Benjamin Castaldi    | Benjamin Castaldi    | Benjamin Castaldi    | Benjamin Castaldi                    | Benjamin Castaldi    | Benjamin Castaldi    | Benjamin Castaldi    | Christophe Beaugrand | Christophe Beaugrand | Christophe Beaugrand | Christophe Beaugrand | Christophe Beaugrand |
| Présentateur remplaçant |                      |                      | Nikos Aliagas        |                      |                                      | Nikos Aliagas        |                      |                      |                      |                      |                      |                      |                      |
| La voix                 | Dominique Duforest   | Dominique Duforest   | Dominique Duforest   | Dominique Duforest   | Dominique Duforest                   | Dominique Duforest   | Dominique Duforest   | Dominique Duforest   | Dominique Duforest   | Dominique Duforest   | Dominique Duforest   | Dominique Duforest   | Dominique Duforest   |
| Présentateur After      |                      |                      | Adrien Lemaître      | Adrien Lemaître      | Benjamin Castaldi et Adrien Lemaître | Benjamin Castaldi    | Benjamin Castaldi    | Benjamin Castaldi    | Christophe Beaugrand |                      |                      | Christophe Beaugrand |                      |
| Chroniqueurs de l'After |                      |                      |                      |                      |                                      | Adrien Lemaître      | Adrien Lemaître      | Adrien Lemaître      | Adrien Lemaître      |                      |                      | Divers invités       |                      |
| Chroniqueurs de l'After |                      |                      |                      |                      |                                      |                      | Nadège Lacroix       |                      | Leïla Ben Khalifa    |                      |                      |                      |                      |
| Chroniqueurs de l'After |                      |                      |                      |                      |                                      |                      |                      | Julie Taton          |                      |                      |                      |                      |                      |
| Présentateurs Débrief   |                      |                      |                      |                      |                                      |                      |                      |                      | Christophe Beaugrand | Christophe Beaugrand | Christophe Beaugrand |                      |                      |
| Présentateurs Débrief   | Julie Taton          |                      |                      |                      |                                      |                      |                      |                      |                      |                      |                      |                      |                      |
| Chroniqueurs Débrief    |                      |                      |                      |                      |                                      |                      |                      |                      | Adrien Lemaître      | Adrien Lemaître      | Adrien Lemaître      |                      |                      |
| Chroniqueurs Débrief    | Leïla Ben Khalifa    |                      |                      |                      |                                      |                      |                      |                      |                      |                      |                      |                      |                      |
| Chroniqueurs Débrief    |                      |                      |                      |                      |                                      |                      |                      |                      |                      | Émilie Fiorelli      | Julien Geloën        |                      |                      |
| Chroniqueurs Débrief    |                      |                      |                      |                      |                                      |                      |                      |                      |                      | Terry LTAM           |                      |                      |                      |

## Diffusion
| Saison | Saison | Nombres de semaines | France             | France            | Nombre des candidats | Vainqueur                             | % en finale | Gains remportés |
| Saison | Saison | Nombres de semaines | Début de saison    | Fin de saison     | Nombre des candidats | Vainqueur                             | % en finale | Gains remportés |
| ------ | ------ | ------------------- | ------------------ | ----------------- | -------------------- | ------------------------------------- | ----------- | --------------- |
|        | 1      | 10                  | 23 juin 2007       | 31 août 2007      | 13                   | Johanna, Marjorie et Cyrielle Bluteau | 42 %        | 178 000 €       |
|        | 2      | 10                  | 27 juin 2008       | 5 septembre 2008  | 16                   | Matthias Pohl                         | 33 %        | 181 551 €       |
|        | 3      | 14                  | 19 juin 2009       | 25 septembre 2009 | 18                   | Émilie Nef Naf                        | 39 %        | 186 000 €       |
|        | 4      | 15                  | 9 juillet 2010     | 22 octobre 2010   | 20                   | Benoît Dubois                         | 32 %        | 197 805,46 €    |
|        | 5      | 14                  | 8 juillet 2011     | 14 octobre 2011   | 19                   | Marie Garet                           | 44 %        | 186 367 €       |
|        | 6      | 15                  | 25 mai 2012        | 7 septembre 2012  | 20                   | Nadège Lacroix                        | 73 %        | 165 140 €       |
|        | 7      | 14                  | 7 juin 2013        | 13 septembre 2013 | 17                   | Anaïs Camizuli                        | 51,8 %      | 174 630 €       |
|        | 8      | 10                  | 18 juillet 2014    | 26 septembre 2014 | 15                   | Leïla Ben Khalifa                     | 51,3 %      | 114 300 €       |
|        | 9      | 12                  | 21 août 2015       | 13 novembre 2015  | 16                   | Émilie Fiorelli                       | 51 %        | 108 028 €       |
|        | 10     | 12                  | 26 août 2016       | 17 novembre 2016  | 18                   | Julien Geloën                         | 42 %        | 111 400 €       |
|        | 11     | 14                  | 1er septembre 2017 | 7 décembre 2017   | 20                   | Noré Abdelali                         | 41,6 %      | 116 866 €       |
|        | 12     | 8                   | 23 avril 2024      | 18 juin 2024      | 15                   | Alexis André Jr.                      | 49 %        | 105 313 €       |
|        | 13     | 8                   | 10 juin 2025       | 7 août 2025       | 14                   | Romy                                  | 72 %        | 105 000 €       |

### Saison 1 (2007)

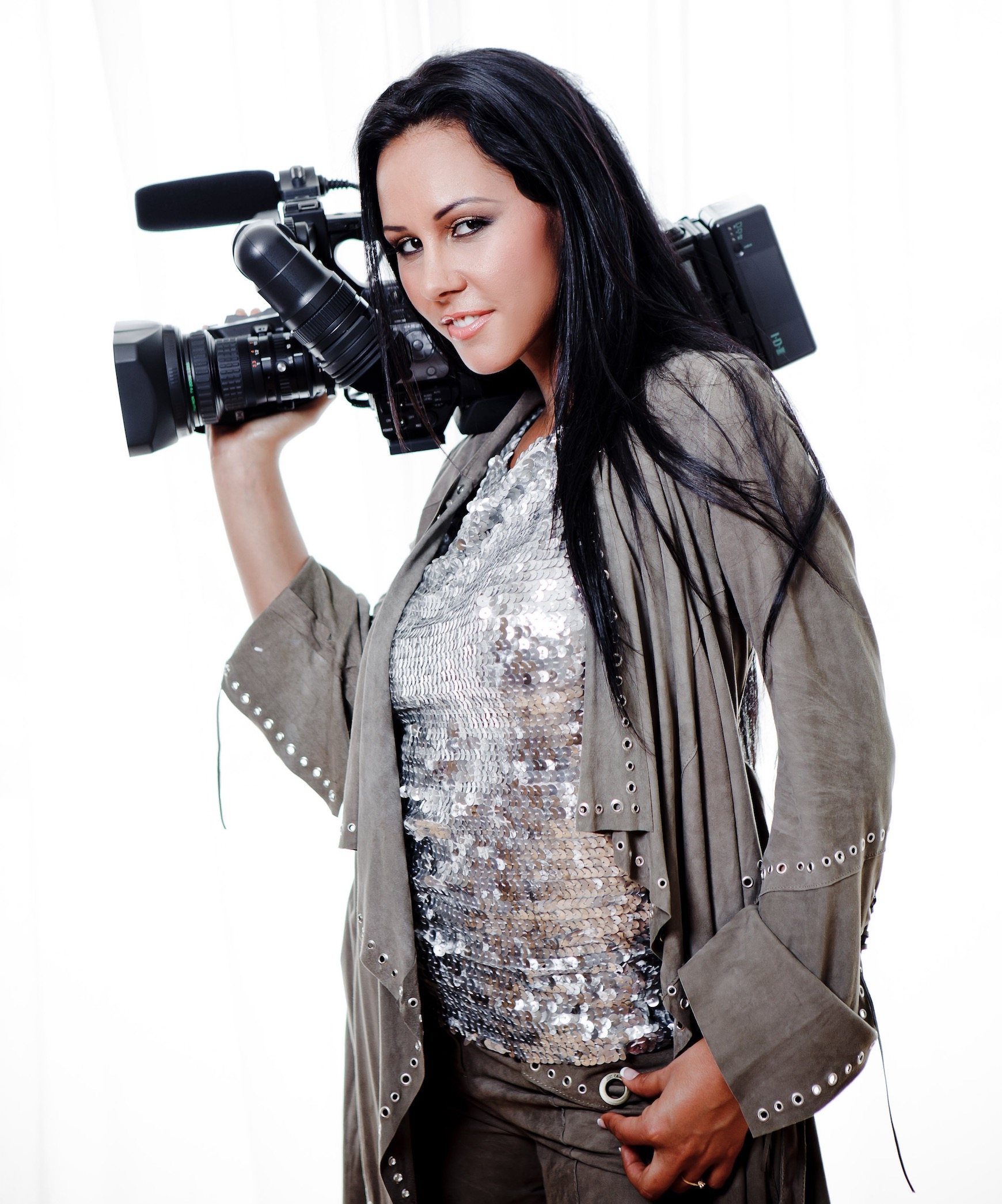
Nelly Vallade, alias « Laly », candidate de la première saison.

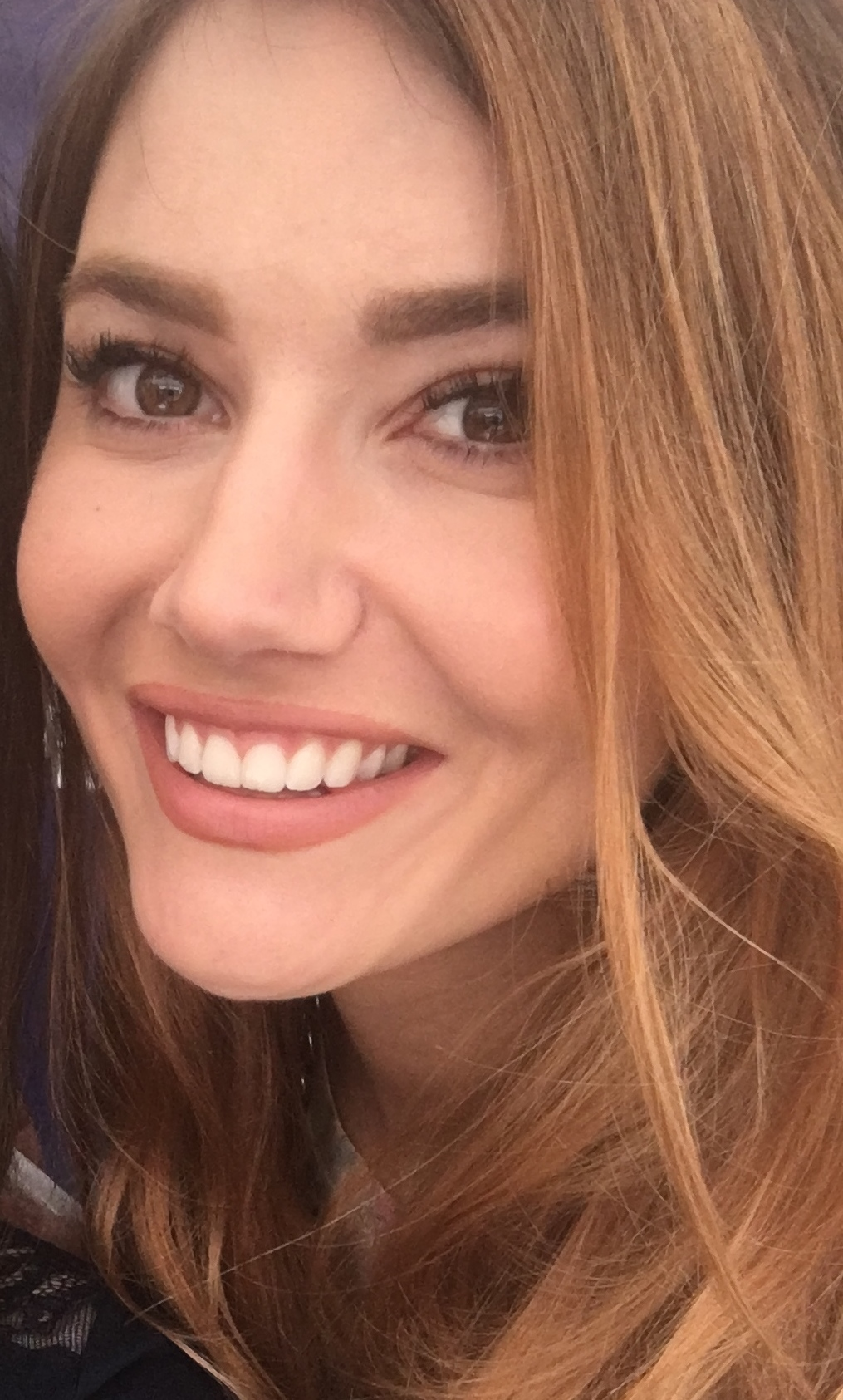
Nadège Dabrowski, candidate de la première saison.

La première saison présentée par Benjamin Castaldi, est diffusée du samedi 23 juin 2007 au vendredi 31 août 2007 sur TF1, représentant l'édition dont la finale est intervenue le plus tôt dans l'année. D'une durée de dix semaines au total, elle constitue avec les saisons 2 et 8, l'une des trois plus courtes promotions de l'histoire du programme, jusqu'à la saison 12, laquelle ne compte que huit semaines. Le candidat Gabriel parvient à conserver son secret jusqu'à la clôture de la « chasse aux secrets », fixée à l'avant-dernière émission hebdomadaire de la saison. Aux portes de la finale il se retrouve toutefois éliminé à l'issue de celle-ci. Ledit secret s'intitule « Je suis le complice de la voix ». Cette saison est remportée par Johanna, Marjorie et Cyrielle Bluteau, dont le secret consiste à être des triplées, un élément devant être caché en se présentant à tour de rôle afin de donner l'illusion de n'être qu'une seule et même personne. Avec 42 % des votes des téléspectateurs, elles se partagent la somme de 150 000 euros, venant s'ajouter aux 28 000 euros de leur cagnotte collective. Cette édition compte plus d'un seul vainqueur car les Triplées demeurent depuis lors, les seules participantes de toute l'histoire du programme à avoir concourru à ce dernier, grâce à une candidature commune.

### Saison 2 (2008)
La deuxième saison est diffusée du vendredi 27 juin 2008 au vendredi 5 septembre 2008, durant dix semaines, ce représente avant la saison numéro 12, l'une des plus courtes promotions de Secret Story, à l'exception des saisons 1 et 8. Au début de cette huitième édition, l'habitante Marie-France est exclue de la compétition, suite à la révélation fortuite de son secret « Nous sommes mère et fille » partagé avec Maëva laquelle à également perdu en conséquence; ce commérage contrevenant à l'un des commandements de la voix. Pour la première fois un candidat est disqualifié du jeu depuis l'adaptation de Big Brother en France. Plus tard dans l'aventure, un deuxième participant nommé Laurent, s'est vu attribuer la même sanction pour avoir dévoilé au reste des habitants, sa profession sur laquelle se fonde son secret personnel, s'intitulant « Je suis prêtre anglican ». Lors de la quatrième semaine de jeu, Nathalie est la première candidate de l'histoire de Secret Story à mettre un terme anticipé à son aventure, par abandon volontaire et pour des raisons médicales. Cette huitième saison est remportée par le candidat belge Matthias Pohl, dont le secret consiste à former un faux couple avec la candidate Alice et ainsi faire croire à l'authenticité de cette relation à leurs colocataires. Avec 33 % des suffrages, il obtient un chèque de 150 000 euros, s'ajoutant aux 31 151 euros de sa cagnotte.

### Saison 3 (2009)
La troisième saison est diffusée du vendredi 19 juin 2009 au vendredi 25 septembre 2009. Lors de cette édition, Rachel Legrain-Trapani, connue pour être la 77e Miss France, participe au programme durant 48 heures sous le pseudonyme de Rosa. Avant de faire son entrée dans la maison des secrets, elle doit subir un relooking total afin qu'aucun participant ne puisse la reconnaître. Cependant, à la suite d'une erreur de sa part en se présentant par mégarde sous son véritable prénom au lieu de son identité détournée, son secret est découvert. N'étant pas considérée comme une candidate à proprement parler, elle quitte la maison le jour même. Un autre habitant prénommé Léo est mis en isolement, à l'issue d'une violente altercation lui valant ultérieurement une exclusion du jeu, par vote des autres candidats. On note pour cette édition, la présence du chien Saucisse ayant intégré l'émission avec le secret « J'ai été candidat à la mairie de Marseille » et sous le surnom « Secret ». La mort soudaine de Michael Jackson marque cette saison puisque, contrairement à la règle stipulant que les habitants doivent être coupés du monde et des événements s'y déroulant, la voix annonce aux candidats le décès du chanteur américain à l'âge de 50 ans, au cours de la nuit du 26 juin 2009. Quelques candidats ont cependant appris la nouvelle avant cette annonce officielle. La voix de Secret Story remplace pour la première fois Benjamin Castaldi lors de la quotidienne du jeudi 10 septembre 2009, en commentaire sans autre imagequ'un écran posé sur le fauteuil central avec animation du logo, le présentateur de l'émission étant atteint d'une grippe. Pour le même motif, les trois quotidiennes suivantes et la soirée hebdomadaire du vendredi 11 septembre 2009 sont présentées par Nikos Aliagas, animateur de Star Academy sur TF1. Cindy devient la première candidate du programme à parvenir à conserver son secret « Je suis bisexuelle », jusqu'à la dernière semaine de jeu, tout en décrochant sa place en finale le soir même. Lors de la dernière semaine d'aventure, l'ensemble des habitants éliminés font leur retour dans la maison pour 24 heures afin d'apporter leur soutien aux quatre finalistes. Par la suite, cet événement se généralise aux éditions ultérieures en devenant un rendez-vous annuel. Cette saison est remportée par Émilie Nef Naf, dont le secret étant la présence dans la maison de sa pire ennemie. Avec 39 % des votes, elle empoche la somme de 150 000 euros, en plus des 36 000 euros de sa cagnotte.

### Saison 4 (2010)

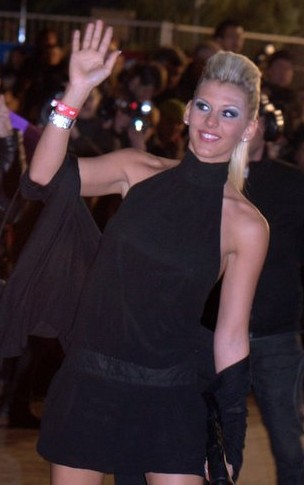
Amélie Neten, candidate de la quatrième saison.

La quatrième saison est diffusée du vendredi 9 juillet 2010 à 20 h 45 au vendredi 22 octobre 2010. Prévue pour quatorze semaines, sa durée ayant été portée à quinze semaines compte tenu de son succès d'audience. Elle bénéficie du record de la plus longue édition de l'histoire du programme, depuis lors égalé par la sixième édition. À partir du mercredi 7 juillet 2010 à 20 h, le Before Secret est lancé. Cet événement inédit diffusé sur le web avant la soirée de lancement. Trois candidats potentiels prénommés Benoît, Robin et Laura, sont enfermés durant 48 heures dans un appartement parisien dont l'adresse postale est tenue secrète. Seuls les deux premiers d'entre eux peuvent intégrer la maison des secrets avec un secret commun, « Nous sommes le faux couple préféré des internautes », conformément au vote des internautes du site officiel de l'émission. Plusieurs incidents semblables à ceux de la saison précédente surviennent lors de la deuxième semaine de compétition : un habitant, nommé Ahmed est disqualifié du jeu le 16 juillet 2010, ayant proféré des menaces à l'égard de ses colocataires. Cinq jours plus tôt Marion décide de quitter le jeu par abandon. Par ailleurs, une autre spécialité issue de la saison 3 est également reconduite à la dernière semaine d'aventure; la réintégration des habitants éliminés du jeu durant 24 heures au sein de la maison, afin de soutenir les finalistes. Pour la première fois dans ce programme, un candidat d'une saison antérieure effectue un bref passage dans la maison. Ainsi, Laurent provenant de la saison 2 durant laquelle il a eu pour secret « Je suis prêtre anglican »; il est convié pour célébrer un mariage fictif entre les candidats Amélie et Senna. Bastien et Anne-Krystel réussissent à préserver leurs secrets, s'intitulant respectivement « Je suis mentaliste » et « Je suis l'élue de la voix » jusqu'aux portes de la finale. Cependant, cette dernière candidate est éliminée du jeu le soir même; Bastien devenant dès lors le second participant à intégrer le cercle fermé des finalistes parvenus à conserver leur secret intact. Cette saison est remportée par Benoît Dubois, dont le secret consiste à former « le faux couple préféré des internautes », avec le candidat Robin. Avec 32 % des votes, il empoche 150 000 euros, auxquels s'ajoutent les 47 805 euros de sa cagnotte. Il demeure depuis lors, le gagnant ayant décroché le plus gros gain à cette émission, chèque et cagnotte cumulés, lequel s'élève à 197 805 euros.

### Saison 5 (2011)

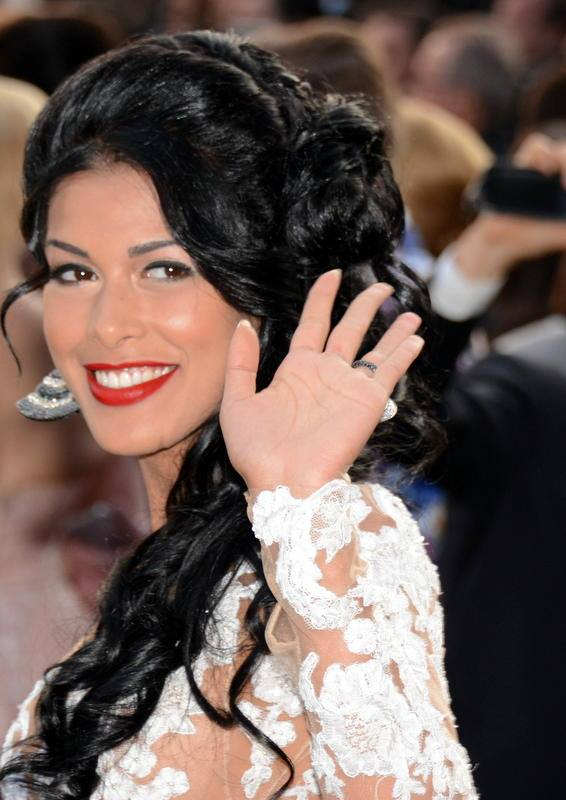
Ayem Nour, candidate de la cinquième édition.

La cinquième saison, présentée par Benjamin Castaldi, est diffusée du 8 juillet 2011 au 14 octobre 2011. Pour la première fois dans le jeu, un candidat peut être nommé « à vie », c'est-à-dire être nommé chaque semaine jusqu'à son élimination. Mais cette situation ne dure finalement que quatre semaines. Toutefois pour cette édition, une évolution notable dans la maison des secrets est l'apparition d'un labyrinthe souterrain. Ce repaire permet à la voix de lancer confidentiellement aux candidats, de nombreuses missions secrètes pour lesquels les lieux jouent un rôle prépondérant. Par ailleurs, ces derniers font partie intégrante du secret des jumeaux Zarko et Zelko, s'intitulant « Nous sommes les maîtres des souterrains », étant les seuls à pouvoir y accéder à volonté à l'insu de leurs colocataires. Cette saison est également marquée par la suppression des caméras dans les douches, en effet lors des quatre précédentes saisons les téléspectateurs peuvent assister aux séances de douches des candidats, ce qui n'est plus le cas à partir de la Saison 5, les douches se déroulent dorénavant en privée et à l'abri des regards des téléspectateurs. À compter de cette saison la pièce emblématique des premières promotions de l'émission, une supérette à ouverture minutée, disparaît plusieurs années au terme desquelles, elle est finalement réintroduite à la demande des téléspectateurs; ces derniers la considérant comme un élément fondamental, malgré son rôle mineur dans la compétition. À compter de cette cinquième édition, on note aussi la diffusion sur TF1 de l'After Secret, jusqu'alors diffusé sur le web, à la suite d'un test effectué immédiatement après la finale de la saison précédente; l'expérimentation ayant été jugée concluante en termes d'audience. Sa présentation, jusqu'alors assurée par le seul Adrien Lemaître est depuis lors réalisée conjointement avec Benjamin Castaldi. Initialement, il est envisagé d'abaisser à 130 000 € la somme promise au vainqueur, comme annoncé dès les premières minutes de la soirée de lancement mais dans le courant de la même saison, cette décision n'est pas retenue; le montant du chèque destiné au gagnant demeurant finalement fixé à 150 000 €, à l'instar de ceux empochés par ses prédécesseurs. Au cours du tournage de cette édition, on apprend le décès de deux anciens participants au programme. Successivement François-Xavier de la saison 3, suicidé le 9 août 2011 en se jetant sous une voiture puis, Isabelle de la saison 2, victime d'une rupture d'anévrisme, le 18 août 2011. Cette saison est remportée par Marie Garet, dont le secret est d'être en couple avec Geoffrey. Avec 45 % des votes, elle décroche les 150 000 euros, auxquels s'ajoutent les 36 367 euros de sa cagnotte.

### Saison 6 (2012)

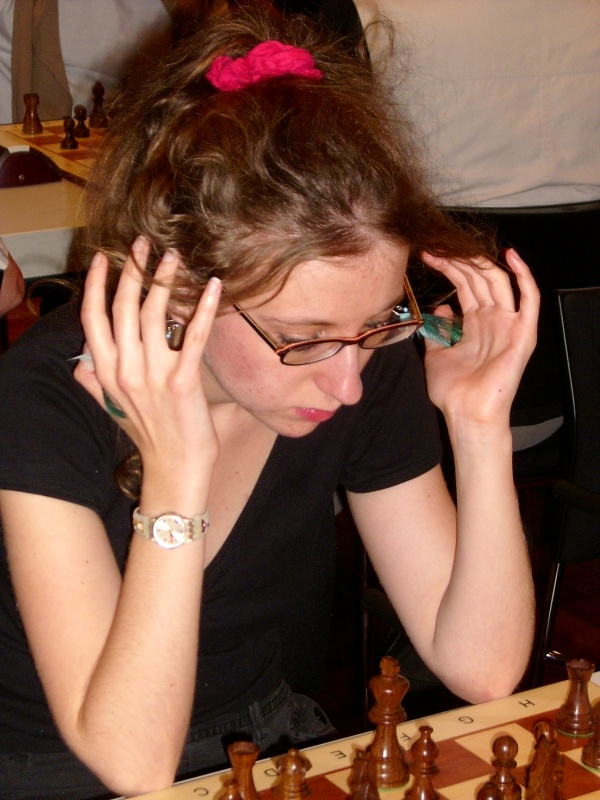
Marie Sebag, candidate de la sixième saison.

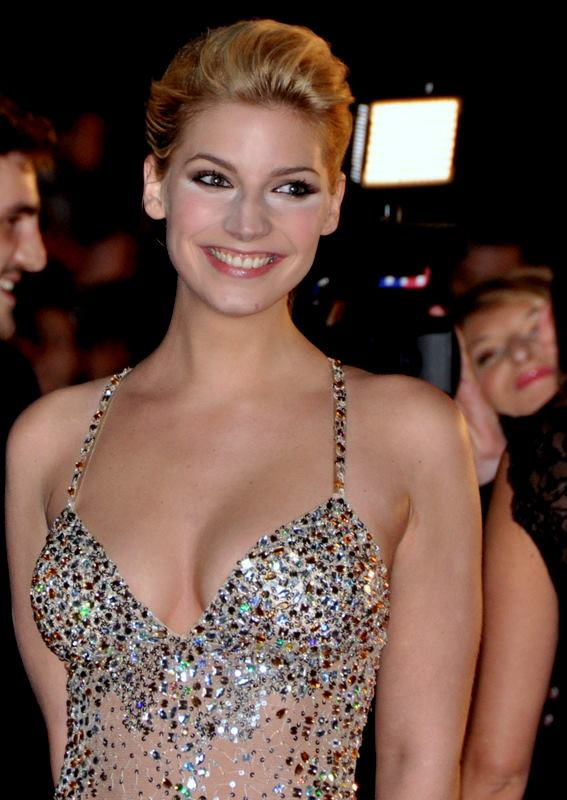
Nadège Lacroix a remporté la sixième saison avec plus de 70 % des suffrages du public.

Le 1er septembre 2011, Fabrice Bailly, directeur général adjoint des programmes de TF1, annonce le renouvellement de Secret Story pour une sixième saison, compte tenu des résultats d'audience satisfaisants obtenues par la cinquième édition. Le casting est lancé le 3 octobre suivant. Cette saison est diffusée du vendredi 25 mai 2012 au vendredi 7 septembre 2012, égalant le record de durée de la saison 4, soit quinze semaines. Avant la saison 12 en 2024, elle est également celle dont le lancement est intervenu le plus tôt dans l'année, avant le début de l'été. Dès le commencement du jeu, les trois premiers candidats Audrey, Midou et Émilie, intègrent une pièce dénommée Secret Box, d'où ils peuvent observer l'intérieur de la maison des secrets. Toutefois, ils doivent découvrir chacun le secret d'un habitant avant la fin de la semaine, pour espérer l'intégrer en le remplaçant. Ils partagent un secret collectif dont l'intitulé est basé sur ce séjour au sein de ce lieu dissimulé. En milieu de semaine, une candidate de la maison, Marie Sebag, abandonne le jeu et cède sa place à Émilie à cette occasion. Initialement, le groupe risque l'élimination en cas d'échec de leur mission commune; cependant, lorsque cette situation finit par se concrétiser pour Audrey et Midou au terme du délai imposé par la voix, cette dernière décide finalement de leur offrir une nouvelle chance, en les soumettant au vote des téléspectateurs, lesquels leur accordent l'accès à la maison. Au cours de cette saison, deux habitants quittent l'aventure par abandon : Marie le mardi 29 mai 2012, suivie par Mathieu le vendredi 8 juin 2012. Le candidat David est quant à lui exclu de la maison le mercredi 13 juin 2012 suite à ses propos particulièrement irrespectueux tenus à l'égard des filles de la maison. Thomas est également disqualifié le vendredi 24 août 2012, soit deux semaines avant la finale, pour son attitude jugée très inappropriée d'abord envers Nadège puis face à Julien, dans un second temps. La voix de Secret Story puis Nikos Aliagas remplacent successivement Benjamin Castaldi lors des quotidiennes du samedi 23 juin 2012 au samedi 30 juin 2012 et durant la soirée hebdomadaire du 29 juin 2012; le présentateur de l'émission étant victime d'un accident de moto. Celui-ci anime ensuite les quotidiennes suivantes le bras droit en écharpe. Cette saison est remportée par la candidate suisse Nadège Lacroix, dont le secret est d'être faux frère et sœur avec Thomas. Avec 73 % des voix du public, soit un record dans cette émission, elle obtient les 150 000 euros, auxquels s'ajoutent les 15 140 euros de sa cagnotte.

### Saison 7 (2013)
La planification d'une septième saison est confirmée le 24 août 2012 par Benjamin Castaldi au cours de la soirée hebdomadaire de cette date. La sélection des candidats est lancée et retransmise sur le site officiel de l'émission. Daprès Angela Lorente, directrice des programmes de télé réalité à TF1 une année avant son départ, cette nouvelle édition de Secret Story est supposée évoluer et renouveler la formule de l'émission initiale. Le chantier de la maison commence au début du mois d'avril 2013. Cette 7e édition est diffusée du 7 juin 2013 au 13 septembre 2013.
Le Before Secret, déjà présent dans la saison 4 avec Benoît, Robin et Laura fait son retour 48 heures avant le lancement, à la faveur des résultats positifs obtenus par Secret Story sur le web. Le 4 juin 2013, les quatre premiers candidats Ben, Sonja, Julien et Anaïs font leur entrée dans la traditionnelle pièce secrète cachée aux autres habitants. Ils sont cependant séparés dans deux maisons distinctes. Plusieurs nouveautés sont annoncées à l'occasion de cette saison. On note un nouveau plateau pour les émissions hebdomadaires afin d'interviewer les habitants de la maison des secrets en direct, ainsi que des soirées plus interactives avec les téléspectateurs et les internautes. La mécanique est censée être moins « sitcom » et plus orientée télé réalité, selon ses producteurs. Si l'extérieur est modifié, l'intérieur aussi; le jeu doit être mis plus en avant que les histoires d'amour fréquentes au sein du programme. Le chiffre 7 tient une importance particulière et un mystérieux ascenseur fait son apparition, servant aux candidats à pénétrer dans les différentes pièces secrètes de la maison, au nombre de sept. Cette édition est la première à faire intervenir quelques candidats de saisons antérieures en tant qu'invités éphémères dans la maison : Amélie (saison 4), Marie (saison 5) et Stéphanie (saison 4) en l'occurrence. Durant une semaine, elles côtoient l'habitant Vincent, au sein d'une pièce secrète. Alexia est la troisième candidate à préserver son secret « J'ai vécu jusqu'à l'âge de 14 ans avec mon jumeau parasite », tout en accédant à la finale. Cette saison est remportée par Anaïs Camizuli, dont le secret est « Nous sommes la famille du public » partagé avec Ben, Sonja et Julien. Avec 51,8 % des votes, elle obtient 150 000 euros, auxquels s'ajoutent les 24 630 euros de sa cagnotte.

### Saison 8 (2014)
Le 18 janvier 2014, la préparation d'une huitième saison est confirmée et le casting est lancé en parallèle. Ce dernier est officiellement ouvert sur le site officiel de TF1 le 27 janvier suivant. Cette édition, écourtée par la Coupe du monde de football de 2014, est diffusée à la suite de celle-ci, du 18 juillet 2014 au 26 septembre 2014. D'une part , elle est la dernière à être retransmise intégralement sur TF1 et d'autre part, à être animée par Benjamin Castaldi; ce dernier étant initialement réticent à en conserver la supervision. D'une durée de dix semaines seulement, elle constitue avec les saisons 1 et 2, l'une des plus courtes promotions du programme avant la saison 12, laquelle ne durer que huit semaines. À compter de cette saison et contrairement aux précédentes, bien que toujours localisée à La Plaine Saint-Denis, la maison des secrets n'est plus établie sur les parkings attenants aux studios 224 et 217 mais se situe perchée en hauteur, sur le toit des studios de la Montjoie où le jardin extérieur occupe une large part de sa superficie. Pour les mêmes raisons, ses évolutions ultérieures vont se limiter essentiellement à des aspects décoratifs. La saison 8 débute conformément aux usages, par l'entrée des 15 nouveaux habitants dans la maison des secrets. Comme chaque année, la voix réserve toujours des surprises à ses candidats. Elle désigne les quatre premiers d'entre eux Aymeric, Leïla, Sara et Stefan pour intégrer immédiatement la Secret Zone, la pièce secrète établie sous la maison, depuis laquelle ils ont pour objectif de convaincre les autres habitants de les accueillir dans ladite maison. La voix confie toutefois une mission secrète à ces quatre candidats; elle leur propose de faire croire que dans la Secret Zone, ils ne sont pas quatre, mais huit. Pour cela, chacun doit se dédoubler en changeant de physique et de voix afin de créer l'illusion d'autres individus. Ce détournement d'identité constitue alors le secret commun dont ils ont la mission de défendre. Ils sont cependant tous démasqués au bout d'une semaine puis intègrent la maison des secrets dans la foulée, pour certains après un vote du public. Pour la première fois dans l'histoire de Secret Story, deux habitants sont exclus simultanément. Sara et Aymeric, lors de la neuvième semaine après vote de leurs colocataires, suite à une altercation impliquant également Leïla. Un autre candidat nommé Abdel, a été antérieurement renvoyé antérieurement pour un motif similaire, faisant de cette saison la plus chargée en exclusions, avec trois participants disqualifiés. Cette saison est remportée par Leïla Ben Khalifa, dont le secret est « Nous sommes les imposteurs de la maison des secrets » partagé avec Aymeric, Sara et Stéfan. Avec 51,3 % des votes, elle bénéficie de 100 000 euros — la somme ayant été réduite d'un tiers par rapport aux années précédentes —, auxquels s'ajoutent 14 300 euros de sa cagnotte.

### Saison 9 (2015)
Une neuvième saison est annoncée au terme de plusieurs mois d'hésitation pour sa reprise. Selon une programmation qualifié d'hybride, elle prend place à la fois sur la chaîne nationale TF1 où sont toujours diffusés les secondes parties de soirée et l'After Secret ainsi que sur NT1 pour le reste des émissions. L'animateur principal de cette neuvième édition est Christophe Beaugrand puisque Benjamin Castaldi a choisi d'autre projets. Le programme fait peau neuve et deux co-animateurs rejoignent l'équipe; ces derniers sont Julie Taton et Leïla Ben Khalifa, la dernière gagnante, aux côtés d'Adrien Lemaître demeurant le principal chroniqueur de l'After Secret ; ensemble, ils co-animent le rendez-vous ainsi que le nouveau Débrief. À la différence des saisons antérieures, cette édition commence à la fin de l'été, le vendredi 21 août 2015 et dure douze semaines.

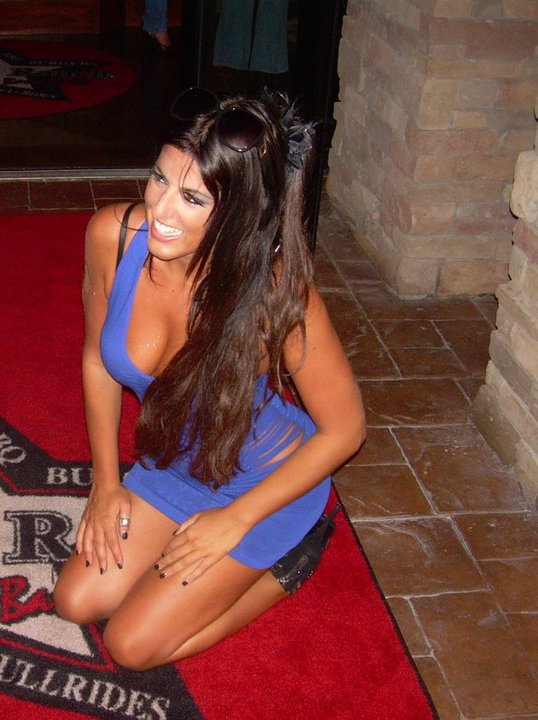
Claudia Romani, candidate de la neuvième saison.

Cette neuvième saison intègre plusieurs nouveautés telles que « Secret Story Le Débrief » ayant pour but de décrypter les faits et gestes des habitants au sein de la maison des secrets, sur le principe de l'After Secret, à l'issue des soirée. Cette émission inédite se généralise aux saisons ultérieures; elle est diffusée juste après la quotidienne, vers 19 h sur la chaîne nationale NT1. Une retransmission en direct est mise en place lors du premier week-end de l'aventure, à partir de 23 h sur NT1 et sur Plug RTL puis des images de chaque soirée sont diffusées, à compter du 10 septembre 2015 vers 20 h. À l'occasion du nouveau décor de la maison, une seconde petite maison des secrets lui est accolée; les participants étant d'abord répartis en deux équipes entre ces demeures distinctes. Ceux de la maison secondaire peuvent s'infiltrer dans la principale, à l'insu de leurs voisins, par six trappes secrètes lors des missions fixées par la production. Pour la première et unique fois dans l'histoire de Secret Story, une candidate d'une ancienne saison participe à nouveau au jeu en tant que telle; son nouveau secret étant alors fondé sur l'ancienne édition.  Provenant de la saison 3, Vanessa doit maquiller son identité à la manière de Rachel Legrain-Trapani lors de l'édition précitée, en adoptant notamment le pseudonyme de Lisa. Mais elle est démasquée en moins d'une semaine et devient la première éliminée. Plus tard, une autre habitante, Claudia, décide de quitter la maison de son plein gré. À la suite de la vague d'attentats terroristes perpétrés en Seine-Saint-Denis et à Paris le vendredi 13 novembre 2015, TF1 et Endemol décrètent l'annulation de la finale de l'émission prévue ce soir-là; une première dans l'histoire de l'adaptation télévisuelle de Big Brother. Dans une courte vidéo tournée dans la foulée et mise en ligne après les trois jours de deuil national, Christophe Beaugrand explique la situation, tout en annonçant l'identité du vainqueur de la saison : il s'agit d'Émilie Fiorelli dont le secret est d'être la sœur jumelle de Loïc. Avec 51 % des votes du public, elle remporte 100 000 euros, auxquels s'ajoutent les 8 028 euros de sa cagnotte personnelle.

### Saison 10 (2016)
La dixième saison est annoncée lors du Débrief du 3 novembre 2015 avec l'ouverture anticipée des sélections puis confirmée le 24 mai 2016, au terme de longues négociations commerciales; la saison 11 étant pré-signée en parallèle. Christophe Beaugrand ayant présenté l'édition précédente, conserve son titre d'animateur principal pour cette saison 10 lancée le vendredi 26 août 2016. Elle est diffusée sur TF1 pour l'émission de lancement en seconde partie de soirée, avant de basculer intégralement sur NT1, pour l'ensemble des autres émissions hebdomadaires et quotidiennes.

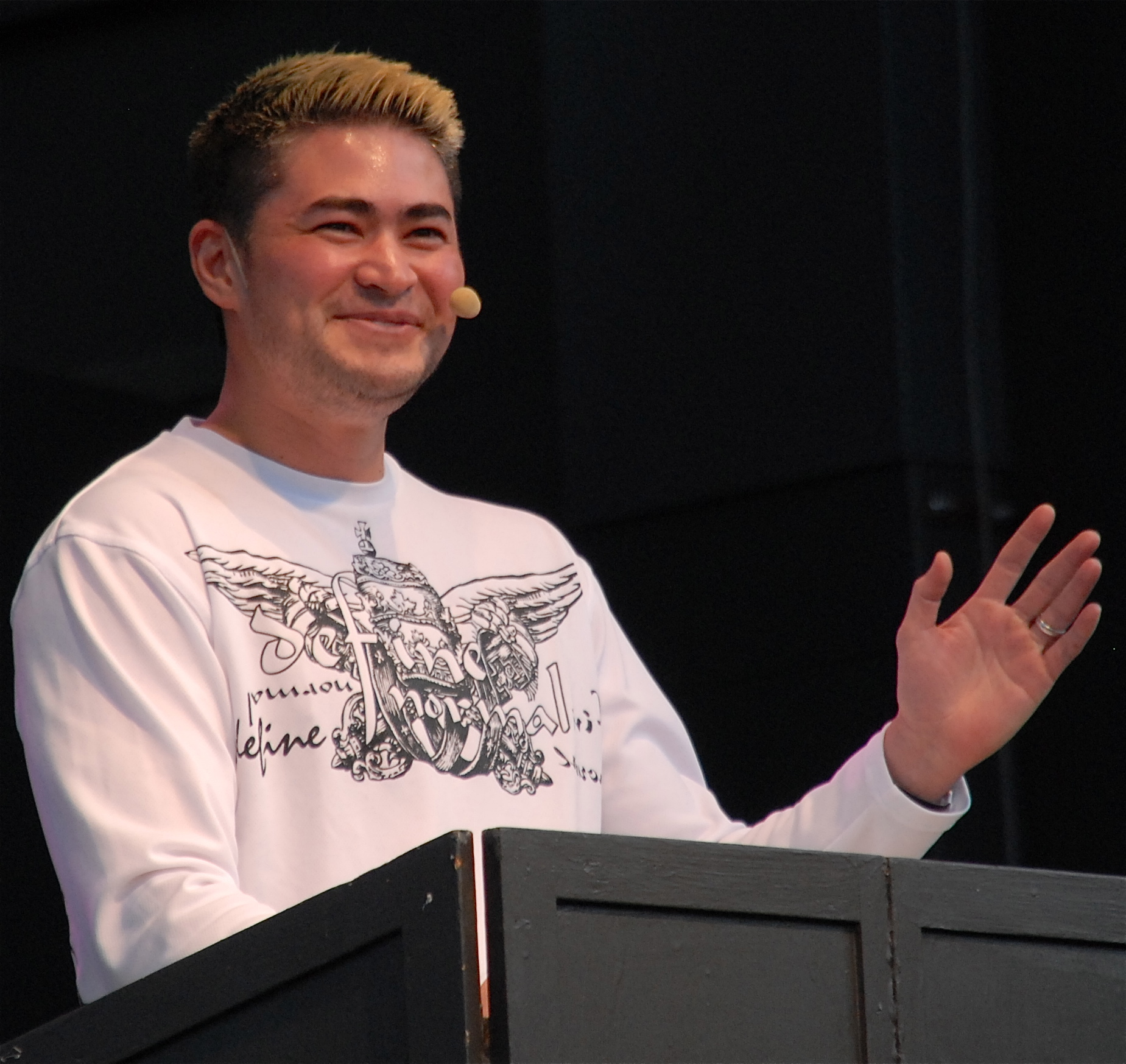
Thomas Beatie, candidat de la dixième saison.

Cette édition est conçue pour célébrer les dix ans du programme et s'accompagne pour l'occasion d'un documentaire inédit, faisant appel à de nombreuses personnalités de la production. Au cours du jeu, les habitants sont amenés à visiter des salles emblématiques de la maison des secrets et ont également droit en parallèle, à devoir réaliser des missions ayant marqué l'histoire de Secret Story, dont une restitution éphémère de la supérette des premières promotions. Une refonte partielle du décor de la maison est ralisé dans ce sens. Sur le web, le Before Secret est reconduit pour la troisième fois après les saisons 4 et 7. Le 22 août, trois candidats potentiels nommés Jaja, Alexandre et Liam, prennent place à bord d'un bateau baptisé Secret Boat, en compagnie d'un jury composé de trois gagnantes du programme, Émilie Nef Naf (saison 3), Marie Garet (saison 5) et Anaïs Camizuli (saison 7). Les prétendants ont pour mission de convaincre ce jury, devant en sélectionner deux, pour intégrer la maison des secrets le 26 août. De plus, une candidate supplémentaire nommée Sarah, rejoint le groupe pour espérer décrocher sa place au sein du jeu. Finalement, les gagnantes délibèrent et votent en faveur de Jaja et de Sarah; cette qualification constituant leur secret commun. La soirée de lancement est diffusée sur TF1 le vendredi 26 août 2016 à 23 h 30 et le reste des rendez-vous comme le Before, la quotidienne, le Débrief et la Soirée des habitants prennent place sur NT1, jusqu'au 18 novembre 2016 avec l'ultime Débrief le lendemain de la finale. L'hebdomadaire, lequel est jusqu'alors diffusé le vendredi en seconde partie de soirée, se déroule désormais le jeudi à partir de 20 h 55 sur NT1, tandis que l'After Secret est supprimé au profit du Débrief du lendemain. 
Désormais, le groupe TF1 décide de ne plus diffuser le programme en direct, compte tenu de la menace terroriste planant alors sur la région parisienne. Christophe Beaugrand explique que les émissions sont diffusées en différé, comprenant un léger décalage d'une à trois minutes, permettant à NT1 de couper l'antenne à temps si nécessaire, en cas de survenue d'un attentat sur le plateau. Cette saison est remportée par Julien Geloën dont le secret est d'être en couple avec Sophia. Avec 42 % des votes, il empoche les 100 000 euros, auxquels s'ajoutent les 11 400 euros de sa cagnotte. Étant également le 4e finaliste du programme à avoir conservé son secret jusqu'à la dernière semaine de jeu, il devient depuis lors, l'unique vainqueur dans cette situation inédite.

### Saison 11 (2017)

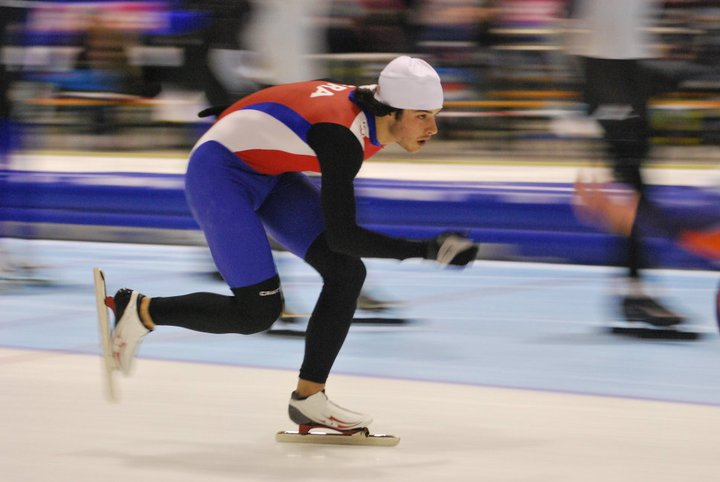
Benjamin Macé, candidat de la onzième saison et double participant aux Jeux olympiques.

La onzième saison est pré-signée en mai 2016 parallèlement à la saison numéro 10, tout en étant conditionnée par une clause de résultats d'audience favorables. À l'issue de quelques mois de négociations financières, la décision est entérinée conjointement entre Endemol et le groupe TF1 puis officialisée le 2 mai 2017. Toujours aux commandes du programme, Christophe Beaugrand  annonce l'ouverture officielle des élections, le 11 mai suivant. La soirée de lancement prend place sur TF1, le vendredi 1er septembre 2017 à 23 h 30, tandis que NT1 se voit confier la diffusion des autres programmes, jusqu'à l'ultime Débrief au lendemain de la finale, le vendredi 8 décembre 2017  conformément au dispositif de la saison précédente. Pour cette édition censée être appelée à jouer la carte de l'innovation, la maison des secrets évolue en un campus des secrets afin d'être en phase avec la période de diffusion plus tardive de Secret Story depuis la saison 9. Ce lancement anticipe de peu la rentrée des classes et devrait permettre d'ouvrir davantage d'horizons. La priorité doit être de nouveau accordée au jeu et aux énigmes associées. En parallèle, on assiste au retour de la supérette des saisons les plus anciennes, en partie plébiscitée par le public, malgré son rôle secondaire dans le déroulement du jeu.
Christophe Beaugrand annonce l'introduction d'une mécanique inédite. Pour la première fois, les sélections ouvrent leurs portes lors de la première soirée afin de permettre à une poignée de téléspectateurs de cette saison, d'intégrer le campus en cours d'aventure comme des candidats ordinaires, à ceci près qu'ils connaissent les secrets des autres habitants et sont chargés d'en assurer la protection, tels des gardiens, pour éviter une pénalité. Pour pouvoir postuler, ils doivent soit posséder un secret personnel, soit entretenir un lien existant avec l'un des candidats déjà présents sur place. Lors du prime du 12 octobre 2017, trois participants nommés Cassandre, Benjamin et Shirley, font leur entrée dans le jeu, au sein duquel leur participation permet de redistribuer les cartes. Le Débrief de la quotidienne, apparu à partir de la saison 9, fait également peau neuve et arbore un nouveau générique ainsi que des jingles inédits. L'équipe de chroniqueurs jusqu'alors quasi inchangée et, selon la production, s'élargit afin d'accueillir des profils plus variés à ses côtés et de mettre davantage l'accent sur l'aspect « talk-show » de l'émission, tandis que l'interactivité avec le public se veut plus poussée. Pour la seconde fois dans l'histoire du programme, la voix déroge à la règle stipulant que les habitants doivent être coupés du monde et des faits qui s'y produisent, en leur annonçant dans la soirée du 6 décembre 2017, la mort du chanteur Johnny Hallyday à l'âge de 74 ans. Cette saison est remportée par Noré Abdelali, dont le secret est d'être marié à la candidate Kamila. Avec 41,6 % des votes, il bénéficie de 100 000 euros, auxquels s'ajoutent l15 866 euros de sa cagnotte. Dès lors, Secret Story connaît une pause de plusieurs années.

### Saison 12 (2024)
Au terme de six ans d'absence suite aux résultats d'audience de la saison 11 les plus faibles dans l'histoire de l'émission, le retour Secret Story pour sa douzième saison est finalement acté et officialisé le 27 octobre 2023, par le groupe TF1 et Endemol, avec l'annonce de l'ouverture des élections sur la plateforme en ligne MyTF1 depuis intitulée TF1+. Christophe Beaugrand, sucesseur de Benjamin Castaldi depuis la saison 9, est reconduit à l'animation. Après trois éditions successives ayant pris place en automne dans un contexte de baisse d'audimat, le programme est diffusé pour la première fois au printemps et son lancement intervient un mardi, le 23 avril 2024 à 23 h 30. Cet événement marque la saison diffusée le plus tôt dans l'année, tandis que la finale se déroule le mardi 18 juin 2024. Cette saison dure huit semaines, soit la plus courte promotion de Secret Story. Afin de réussir la relance de l'émission tout en répondant aux exigences des téléspectateurs, la direction de TF1 impose ses conditions à Endemol; donner au format un caractère plus familial, composer un casting de candidats plus « normaux » et plus joueurs, loin des personnages clichés de la télé réalité ainsi qu'éviter les polémiques et romances, en axant cette saison sur le jeu. La chaîne entend trouver un juste équilibre entre les fondamentaux du jeu de l'époque initiale et les nouvelles attentes du public. Jusqu'alors localisée à La Plaine Saint-Denis, la maison des secrets déménage pour s'installer dans un entrepôt situé à Poissy, dans les Yvelines. Ce décor devient la plus grande surface de l'histoire du jeu, exploitant 1 000 m2 de superficie dont 200 m2 aménagés en vaste zone de compétition. Cette nouvelle salle dédiée est censée jouer un rôle central dans le déroulement de la compétition, la voix y soumettant les candidats à divers défis. La Voix reste incarnée par Dominique Duforest mais celui-ci feint son départ en retraite, au profit d'une provisoire voix féminine dans un premier temps, jouée par l'actrice et comédienne de doublage française Zoé Bettan. Sous ses ordres, les candidats intègrent d'abord une fausse maison des secrets sans le savoir. Les évolutions apportées au format s'accompagnent également d'une modernisation de l'identité visuelle, dévoilée le 2 avril 2024 lors de l'officialisation de la date de lancement, à travers une bande-annonce, laquelle présente un habillage et un nouveau logo plus colorés. En parallèle, le dispositif de retransmission opère une rupture avec celui des précédentes promotions de Secret Story. Si l'émission quotidienne est maintenue du lundi au vendredi à 17 h 30 et le samedi à 17 h 15, il n'y a plus d'émission hebdomadaire en deuxième partie de soirée, hormis pour le lancement et la finale. L'élimination des candidats se déroule à l'issue de la quotidienne du vendredi, laquelle est tournée en public depuis le plateau attenant à la maison. Cette quotidienne est immédiatement suivie d'un After diffusé sur TF1+. Le format renoue avec une diffusion sur TF1 et non plus sur la chaîne TFX, laquelle n'assure plus que les Afters et les rediffusions. En complément, quatre heures de live par jour à 10-12 h et à 20-22 h sont proposées sur TF1+. Cette saison est remportée par Alexis André Jr., dont le secret est « J'ai été abandonné dans une gare à l'âge de 4 ans », représentant le premier vainqueur de Secret Story à avoir défendu un secret individuel. Avec 49 % des votes, il empoche les 100 000 euros, auxquels s'ajoutent 5 313 euros de sa cagnotte. Ces deux gains cumulés constituent depuis cette date, la plus faible somme décrochée par un gagnant, soit un total de 105 313 euros.

### Saison 13 (2025)
Après plusieurs mois d'incertitude sur le sort du programme, la treizième saison est officialisée le 14 mars 2025 par TF1 et la production, par l'annonce de l'ouverture des sélections sur TF1+. À l'image de la saison 12, son lancement intervient un mardi à 23 h 30 sur TF1, le 10 juin 2025 puis le reste des émissions renouent avec la grille de programmation des saisons 10 et 11 sur TFX et TF1+. La quotidienne prend place du lundi au vendredi à 19 h 5, tandis que l'émission hebdomadaire, absente de la saison précédente, fait son retour chaque jeudi à 21 h 5 sur ces mêmes créneaux et antennes. Une connexion en direct de la maison des secrets est également proposée de 21 h à minuit, toujours sur TF1+. Cette nouvelle édition est présentée par TF1 comme un « retour aux sources » du programme, afin de répondre aux critiques des téléspectateurs observées au cours de la saison numéro 12. Christophe Beaugrand promet un casting composé exclusivement de personnes anonymes et non d'influenceurs web; celui de la saison précédente ayant été épinglé pour ses profils parfois très suivis sur les réseaux sociaux avant leur participation au jeu, en particulier sur le réseau TikTok. Toujours à la demande du public, la restitution des soirées hebdomadaires participe également de ce retour aux éléments fondamentaux du jeu.

### Diffusion des saisons
Secret Story se déroule chaque année en été pour les saisons 1 à 8 puis en automne lors des saisons 9 à 11. L'émission prend place au printemps à son retour pour la saison 12 puis renoue avec une programmation estivale, lors de la saison 13. Sa diffusion s'étend sur huit à quinze semaines en fonction des éditions, les saisons 4 et 6 étant les plus longues tandis que la saison 12 est la plus courte.
De 2007 à 2015, le premier prime-time est diffusé en direct en première partie de soirée et les suivants chaque vendredi en seconde partie de soirée. Ce dispositif de programmation est remanié en 2016, où le prime de lancement prend place en seconde partie de soirée, tandis que les autres sont diffusés en léger différé compte tenu de la menace terroriste en cours et ont lieu le jeudi en début de soirée. L'édition 2024 opère une rupture avec cette formule, en avançant l'émission hebdomadaire de lancement au mardi en deuxième partie de soirée, tandis que les suivantes sont supprimées à l'exception de la grande finale, également diffusée un mardi en deuxième partie de soirée.
Le programme propose en outre une quotidienne diffusée en avant-soirée dans la tranche horaire 18-19 h, laquelle résume les principaux événements s'étant déroulés dans la maison des secrets pendant les dernières 24 heures, excepté le dimanche ainsi que le samedi, depuis la saison 8. Cette quotidienne est également rediffusée le lendemain matin lors de la tranche horaire 10-11 h ainsi qu'en cours de nuit, jusqu'à la saison 6 entre minuit et 4 h, tous les jours à l'exception du vendredi. Pour la saison 12, son horaire de première diffusion est avancé à 17 h 30. Lors des deux premières saisons, la vie dans la maison peut être suivie 22 heures sur 24 sur le canal 144 de Canalsat, sur le canal 52 de TPS ou en lecture continue sur le site internet de l'émission. Cette retransmission est déplacée en deuxième partie de soirée dans le courant de la première saison, afin de contrôler les propos tenus par les habitants sur les marques ou le sexe. En 2007, le « live » totalise plus de deux millions de visites en cinq jours de diffusion. La retransmission 22 heures sur 24 n'est cependant pas renouvelée à partir de la saison 3.
Jusqu'à la saison 9, l'émission hebdomadaire se prolonge en troisième partie de soirée par l'After Secret, ayant pour but d'en commenter le dénouement ainsi que les événements y succèdant dans la foulée. À compter de cette même saison, la quotidienne est suivie d'un débrief, également pour en analyser les événements et en dévoiler d'autres survenus le lendemain ; cette émission finit par supplanter l'After Secret dès la saison 10, compte tenu de leurs concepts respectifs similaires et de la tranche horaire du format précédent, jugée trop tardive pour rentabiliser son coût de production. Ensuite, la soirée de la veille peut être suivie plus en détail durant près de 45 minutes, exclusivement en images.
Au cours des saisons 1 à 8, c'est la chaîne TF1 qui se voit confier la diffusion de l'ensemble des émissions hebdomadaires et quotidiennes. Compte tenu du déclin progressif de laudience, la saison 9 marque une transition vers un basculement du programme sur NT1 devenue TFX : cette dernière assure depuis lors la diffusion de la quotidienne, la soirée hebdomadaire étant quant à elle, maintenue sur TF1. Pour les saisons suivantes, le programme dans son intégralité à l'exception de la soirée de lancement, se trouve transféré sur la grille de programmation de NT1 afin de réduire les coûts. À son retour pour la saison 12, le format renoue avec une diffusion assurée par TF1, après plusieurs mois de négociations et d'hésitation quant au choix du diffuseur. TFX récupère les rediffusions des émissions ainsi que l'After Secret, le tout complété par le replay sur la plateforme en ligne TF1+. 

### Pause du programme (2018-2023)
Le 16 mai 2018, après plusieurs interrogations quant à la diffusion de la saison 12, Christophe Beaugrand, animateur du programme depuis la saison 9, annonce dans une interview pour le site Puremédias que « Secret Story ne reviendra pas à la rentrée (2018) sur TFX ». Cette annonce marque alors l'arrêt de l'une des plus anciennes émissions de télé-réalité en France. Toutefois, le 16 septembre 2019, le présentateur révèle sur le plateau du Figaro Live que des réflexions quant à un éventuel retour du programme ont été engagées par la suite, sans aboutir pour des raisons budgétaires.
Le 11 mars 2022, Benjamin Castaldi, animateur des saisons 1 à 8, déclare pour sa part sur le plateau de Touche pas à mon poste ! que le groupe TF1 hésite entre une relance de la Star Academy et un retour de Secret Story à l'antenne. La chaîne tranchera finalement en faveur d'une nouvelle saison du premier programme précité, motivée par les résultats d'audience de l'émission anniversaire du télé-crochet diffusée à l'automne 2021.
Dans une interview accordée à Puremédias en décembre 2022, Jean-Louis Blot, président d'Endemol France, témoigne sa volonté de relancer des émissions de télé réalité emblématiques que sa société a produites, telles que Secret Story et Loft Story. Le succès du retour de la Star Academy après 10 ans d'absence a convaincu Endemol de la capacité de ces formats à s’adapter aux nouvelles tendances de consommation de contenus télévisés, notamment au contexte des réseaux sociaux et des diverses plateformes de diffusion qui jouent le rôle de caisse de résonance.
À compter du 1er février 2023, Endemol s'attèle à redonner vie à la marque Secret Story à travers la chaîne YouTube officielle de celle-ci, en remettant en ligne les émissions hebdomadaires et quotidiennes des différentes saisons, diffusées en direct à la télévision entre 2007 et 2017. Cette stratégie, qu'elle a également adoptée avec succès pour convaincre le groupe TF1 de relancer la Star Academy, vise à cultiver la nostalgie autour du programme en prélude à son éventuel retour à l'antenne. Jean-Louis Blot confie au journal Le Parisien qu'en puisant ainsi dans son stock d'images d'archives, Endemol entend remettre la marque au goût du jour et faire une « piqûre de rappel » aux internautes afin de tester leur appétence.
Invitée sur Europe 1 le 20 octobre 2023, Alexia Laroche-Joubert, nouvelle directrice générale du groupe Banijay, confirme que le retour d'anciennes émissions populaires, dont Secret Story, est en pourparlers après celui de la Star Academy en 2022. Interrogé de son côté par le magazine Média+, Jean Louis-Blot fait état d'un travail actif d'Endemol depuis un an pour convaincre TF1 de relancer le programme et croit au potentiel de ce retour en analysant celui de Big Brother à l'étranger, dont le succès donne lieu à au moins deux nouvelles saisons dans chaque pays, notamment en Angleterre.
Alors que les rumeurs et spéculations en ce sens vont bon train depuis plusieurs années, la pause de Secret Story prend fin à partir du 27 octobre suivant avec l'officialisation de la saison 12, au terme de six ans d'absence de l'émission sur les antennes du groupe TF1. La direction de ce dernier a néanmoins posé ses conditions à Endemol afin de rafraîchir le format : il s'agit de remettre le jeu en avant en reléguant au dernier plan les histoires entre candidats, tout en proposant un casting moins stéréotypé et moins caricatural, comme l'a déjà fait la Star Academy pour son retour en grande pompe.
Au terme de cette nouvelle saison, l'avenir de l'émission est de nouveau remis en question en raison de son coût important et de résultats d'audience jugés mitigés sur le linéaire, dans un contexte économique marqué par la crise du marché financier publicitaire. Une saison 13 est néanmoins officialisée à la mi-mars 2025, à l'issue de plusieurs mois de négociations financières entre le groupe TF1 et Endemol.

## Audience, revenus publicitaires

### Émissions hebdomadaires
Bien que Secret Story ait rencontré un large succès durant plusieurs années, l'audience moyenne du programme a constamment régressé au fil des saisons : hormis la première d'entre elles, chacune a totalisé moins d'audimat que celle qui la précédait. Ainsi, la soirée de lancement de la douzième édition a réalisé le plus faible démarrage de l'histoire du programme en nombre de téléspectateurs, tandis que celle de la saison 9 est la plus faible en termes de part de marché. L'émission hebdomadaire de seconde partie de soirée diffusée le 18 septembre 2015 à 0 h 15, est, avec seulement 939 000 téléspectateurs, la première du programme à réunir moins d'un million de téléspectateurs, tandis que celle du 15 septembre 2017 réalise la plus faible audience jamais enregistrée par un prime en ne fédérant que 431 000 téléspectateurs. A contrario, lors de la finale de la première saison, l'émission établit son meilleur score en réunissant pas moins de 6 008 080 téléspectateurs, soit 39,4 % du public. La finale de la neuvième saison n'aura jamais lieu en raison des attentats du 13 novembre 2015, dont une partie des attaques ont frappé le département du lieu de tournage quelques heures avant a diffusion de la finale.
| Chaîne  | Saison | Saison | Période                              | Audience (en téléspectateurs et PDM) | Audience (en téléspectateurs et PDM) | Audience (en téléspectateurs et PDM) | Revenus publicitaires (en euros) | Revenus publicitaires (en euros) | Revenus publicitaires (en euros) |
| Chaîne  | Saison | Saison | Période                              | Lancement                            | Finale                               | Moyenne                              | Quotidiennes                     | Primes                           |                                  |
| ------- | ------ | ------ | ------------------------------------ | ------------------------------------ | ------------------------------------ | ------------------------------------ | -------------------------------- | -------------------------------- | -------------------------------- |
| TF1     |        | 1      | 23 juin 2007 - 31 août 2007          | 4 987 840 (30,10 %)                  | 6 008 080 (39,40 %)                  | 4 838 467 (34,60 %)                  | 27 200 000 (69 quotidiennes)     | 14 400 000 (11 primes)           |                                  |
| TF1     |        | 2      | 27 juin 2008 - 5 septembre 2008      | 5 527 000 (30 %)                     | 5 391 000 (32,90 %)                  | 4 220 676 (31,80 %)                  | 27 400 000 (70 quotidiennes)     | 15 900 000 (11 primes)           |                                  |
| TF1     |        | 3      | 19 juin 2009 - 25 septembre 2009     | 4 927 000 (26,30 %)                  | 4 878 000 (30,50 %)                  | 3 945 400 (30,30 %)                  | 45 000 000 (99 quotidiennes)     | 23 100 000 (15 primes)           |                                  |
| TF1     |        | 4      | 9 juillet 2010 - 22 octobre 2010     | 4 257 000 (25,50 %)                  | 3 456 000 (26,70 %)                  | 3 006 688 (24,80 %)                  | 50 800 000 (105 quotidienne)     | 19 900 000 (16 primes)           |                                  |
| TF1     |        | 5      | 8 juillet 2011 - 14 octobre 2011     | 4 241 000 (22,40 %)                  | 3 138 000 (26,90 %)                  | 2 815 333 (24,20 %)                  | 34 800 000 (85 quotidiennes)     | 17 000 000 (15 primes)           |                                  |
| TF1     |        | 6      | 25 mai 2012 - 7 septembre 2012       | 4 016 000 (19,40 %)                  | 2 130 000 (30,70 %)                  | 2 172 688 (21 %)                     | 39 100 000 (90 quotidiennes)     | 17 600 000 (16 primes)           |                                  |
| TF1     |        | 7      | 7 juin 2013 - 13 septembre 2013      | 3 305 000 (15,50 %)                  | 2 062 000 (27,70 %)                  | 2 014 467 (21,90 %)                  | (84 quotidiennes)                | (15 primes)                      |                                  |
| TF1     |        | 8      | 18 juillet 2014 - 26 septembre 2014  | 3 077 000 (17,80 %)                  | 2 143 000 (21,60 %)                  | 1 938 091 (21 %)                     | (50 quotidiennes)                | (11 primes)                      |                                  |
| TF1/NT1 |        | 9      | 21 août 2015 - 13 novembre 2015      | 2 164 000 (12,90 %)                  | Annulée                              | 1 143 750 (17,50 %)                  | (60 quotidiennes)                | (12 primes)                      |                                  |
| TF1/NT1 |        | 10     | 26 août 2016 - 17 novembre 2016      | 1 352 000 (23,7 %)                   | 812 000 (3,5 %)                      | 743 846 (4,7 %)                      | (59 quotidiennes)                | (13 primes)                      |                                  |
| TF1/NT1 |        | 11     | 1er septembre 2017 - 7 décembre 2017 | 1 106 000 (21,8 %)                   | 599 000 (3,7 %)                      | 565 533 (3,7 %)                      | (69 quotidiennes)                | (15 primes)                      |                                  |
| TF1     |        | 12     | 23 avril 2024 - 18 juin 2024         | 783 000 (20,6 %)                     | 509 000 (11 %)                       | 870 100 (11,6 %)                     | (48 quotidiennes)                | (2 primes)                       |                                  |
| TF1/TFX |        | 13     | 10 juin 2025 - 7 août 2025           | 654 000 (17 %)                       | 466 000 (4 %)                        | 514 110 (5,02 %),                    | (42 quotidiennes)                | (9 primes)                       |                                  |

| Légende : Saison 1 / Saison 2 / Saison 3 / Saison 4 / Saison 5 / Saison 6 / Saison 7 / Saison 8 |

| Légende : Saison 9 / Saison 10 / Saison 11 / Saison 12 / Saison 13 |

## Candidats
À l'inverse d'une large part des émissions de télé réalité françaises, Secret Story a toujours défendu le principe de proposer pour chaque édition un casting intégralement inédit, en recrutant des profils n'ayant encore jamais évolué dans ce domaine jusqu'alors, dont certains contribueront par la suite à composer le casting des programmes concurrents. Toutefois, si la grande majorité d'entre eux sont anonymes jusqu'à leur participation au jeu, quelques autres connaissent déjà une relative notoriété à ce stade-là, le plus souvent à l'étranger.
De 2007 à 2017, puis à partir de 2024, ce sont près de 200 participants au total qui se sont succédé à travers douze saisons consécutives.

### Casting par saisons
| Saison 1     | Saison 2   | Saison 3        | Saison 4     | Saison 5  | Saison 6 | Saison 7  | Saison 8     | Saison 9 | Saison 10 | Saison 11 | Saison 12 | Saison 13   |
| ------------ | ---------- | --------------- | ------------ | --------- | -------- | --------- | ------------ | -------- | --------- | --------- | --------- | ----------- |
| Les Triplées | Matthias   | Émilie          | Benoît       | Marie     | Nadège   | Anaïs     | Leïla        | Émilie   | Julien    | Noré      | Alexis    | Romy        |
| Xavier       | Cyril      | Jonathan        | Senna        | Zelko     | Julien   | Gautier   | Jessica      | Jonathan | Thomas    | Laura     | Lou       | Ethan       |
| Tatiana      | Alice      | Cindy           | Bastien      | Aurélie   | Yoann    | Alexia    | Vivian       | Rémi     | Mélanie   | Barbara   | Léo       | Anita       |
| Maxime       | Alexandra  | Sabrina         | Stéphanie    | Geoffrey  | Audrey   | Vincent   | Nathalie     | Loïc     | Anaïs     | Charlène  | Maxence   | Noah        |
| Gabriel      | Marilyn    | Bruno           | Anne-Krystel | Morgane   | Sacha    | Julien    | Julie        | Mélanie  | Sarah     | Alain     | Perrine   | Aïmed       |
| Maryline     | John-David | Didier          | Thomas       | Juliette  | Thomas   | Florine   | Aymeric      | Coralie  | Bastien   | Kamila    | Kelyan    | Constance   |
| Erwan        | Samantha   | François-Xavier | Amélie       | Sabrina   | Virginie | Clara     | Sara         | Karisma  | Darko     | Benoît    | Zoé       | Mayer       |
| Ophélie      | Quentin    | Vanessa         | Chrismaëlle  | Geof      | Fanny    | Eddy      | Stéph        | Ali      | Fanny     | Shirley   | Justine   | Pimprenelle |
| Julien       | Isabelle   | Kévin           | Maxime       | Ayem      | Capucine | Émilie    | Sacha        | Nicolas  | Manon     | Jordan    | Francesca | Adrien      |
| Laly         | Laurent    | Angie           | Charlotte    | Simon     | Kévin    | Guillaume | Stéfan       | Alia     | Maéva     | Benjamin  | Charlène  | Célia       |
| Nicolas      | Hayder     | Maija           | Robin        | Daniel    | Émilie   | Jamel     | Geoffrey     | Arthur   | Marvin    | Cassandre | Cameron   | Marianne    |
| Nadège       | Maëva      | Élise           | Shine        | Zarko     | Ginie    | Sonja     | Élodie       | Claudia  | Jaja      | Bryan     | Cassandra | Damien      |
| Fred         | Nicolas    | Romain          | Alexandre    | Jonathan  | Midou    | Sabrina   | Joanna       | Kevin    | Athénaïs  | Tanya     | Ulysse    | Dréa        |
|              | Nathalie   | Elisabeth       | Julie        | Morgan    | Caroline | Morgane   | Illiesse     | Manon    | Pierre    | Makao     | Maxime    | Théo        |
| Caroline     | Léo        | Coralie         | Rudy         | Alexandre | Ben      | Abdel     | Tony         | Sophia   | Julie     | Bruno     |           |             |
| Marie-France | Nicolas    | John            | Julie        | David     | Tara     |           | Vanessa/Lisa | Damien   | Charles   |           |           |             |
|              | Martin     | Anthony         | Marie-Josée  | Sergueï   | Mickaël  |           | Alexandre    | Lydia    |           |           |           |             |
| Daniela      | Ahmed      | Anthony         | Mathieu      |           | Liam     | Nony      |              |          |           |           |           |             |
|              | Marion     | Elisabeth       | Isabella     |           | Yliès    |           |              |          |           |           |           |             |
| Laura        |            | Marie           | Marie        |           |          |           |              |          |           |           |           |             |

- Gagnant(e) de la saison
- Candidat(e) terminant 2e de la saison
- Candidat(e) terminant 3e de la saison
- Candidat(e) terminant 4e de la saison
- Éliminé(e) lors de la demi-finale
- 1er éliminé(e) de la saison (par le vote du public)
- 1er éliminé(e) de la saison (par le vote d'autres habitants)
- Exclu(e) avant le second prime
- Abandon avant le second prime
- Non entré(e) dans la maison

### Vainqueurs par saisons
| Saison    | Vainqueur         | Âge    | Origine              | Secret                                                              | Pourcentage des votes | Gain      |
| --------- | ----------------- | ------ | -------------------- | ------------------------------------------------------------------- | --------------------- | --------- |
| Saison 1  | Les Triplées      | 23 ans | Narbonne             | « Nous sommes triplées » (Cyrielle, Marjorie et Johanna)            | 42 %                  | 178 000 € |
| Saison 2  | Matthias Pohl     | 28 ans | Bruxelles            | « Nous sommes un faux couple » (avec Alice)                         | 33 %                  | 181 151 € |
| Saison 3  | Émilie Nef Naf    | 21 ans | Lille                | « Ma pire ennemie est dans la maison » (avec Vanessa)               | 39 %                  | 186 000 € |
| Saison 4  | Benoît Dubois     | 21 ans | Villeneuve-sur-Yonne | « Nous sommes le faux-couple préféré des internautes » (avec Robin) | 32 %                  | 197 805 € |
| Saison 5  | Marie Garet       | 26 ans | Montpellier          | « Nous sommes en couple » (avec Geoffrey)                           | 45 %                  | 186 367 € |
| Saison 6  | Nadège Lacroix    | 25 ans | Genève               | « Nous sommes faux frère et sœur » (avec Thomas)                    | 73 %                  | 165 140 € |
| Saison 7  | Anaïs Camizuli    | 25 ans | Marseille            | « Nous sommes la famille du public » (avec Ben, Sonja et Julien)    | 51,8 %                | 174 630 € |
| Saison 8  | Leila Ben Khalifa | 32 ans | Milan                | « Nous sommes les imposteurs » (avec Aymeric, Sara et Stefan)       | 51,3 %                | 114 300 € |
| Saison 9  | Émilie Fiorelli   | 25 ans | Marseille            | « Nous sommes jumeaux » (avec Loïc)                                 | 51 %                  | 108 028 € |
| Saison 10 | Julien Geloën     | 23 ans | Cannes               | « Nous sommes en couple » (avec Sophia)                             | 42 %                  | 111 400 € |
| Saison 11 | Noré Abdelali     | 29 ans | Marseille            | « Nous sommes mariés » (avec Kamila)                                | 41,6 %                | 115 866 € |
| Saison 12 | Alexis André Jr.  | 26 ans | Londres              | « J’ai été abandonné dans une gare à l’âge de 4 ans »               | 49 %                  | 105 313 € |
| Saison 13 | Romy              | 29 ans | Lille                | « Je suis un phénomène viral »                                      | 72 %                  | 105 000 € |

À noter que chaque vainqueur du programme possède un secret collectif (généralement partagé par au moins un autre candidat) et souvent mécanisé. Lors de la 12e saison, Alexis devient le 1er gagnant possédant un secret personnel suivi de Romy lors de 13e saison. Elle est la gagnante ayant obtenu le gain le plus faible.

## Émissions et produits dérivés
Outre les primes hebdomadaires (incluant plusieurs chroniques) et les quotidiennes, Secret Story propose tout un panel d'émissions associées appelé à varier au fil des ans, ainsi que quelques produits dérivés.

### After Secret
Apparu dès la troisième saison, l’After Secret constitue un prolongement de l'émission hebdomadaire de Secret Story. Son but majeur est d'interroger le candidat sortant sur son parcours au sein du jeu. Sa diffusion intervient alors le vendredi en troisième partie de soirée, d'abord sur internet puis sur TF1 à partir de la cinquième saison. À chaque début d'édition, un live est notamment diffusé après le prime de lancement sur TF1.
L'animation est assurée par une équipe dont la composition évolue à plusieurs reprises au fil des éditions. L'émission, initialement présentée par Adrien Lemaître sur le web, est ensuite co-animée par Benjamin Castaldi et le premier présentateur précité lors de la saison 5, où elle bascule à la télévision sur TF1. Mais à partir de la saison 6, Benjamin Castaldi devient l'unique animateur de l'After Secret, Adrien Lemaître y étant rétrogradé au rang de simple chroniqueur. Durant la saison 7, Nadège Lacroix, gagnante de la précédente saison, tient sa propre chronique durant l'After. Sur la saison 9, Christophe Beaugrand succède à Benjamin Castaldi, tandis qu'Adrien Lemaître, toujours chroniqueur, est épaulé par Julie Taton et Leila Ben Khalifa, gagnante de la saison 8. Pour commenter le dénouement de l'hebdomadaire et les éventuels événements qui y succèdent dans l'heure, l'équipe invite occasionnellement quelques anciens candidats du programme à ses côtés, en fonction de leur actualité.
L'After n'est plus reconduit en tant que tel au-delà de la saison 9, car son coût est jugé trop onéreux pour la tranche horaire tardive à laquelle il est diffusé, dans un contexte où l'audience globale tend à fléchir constamment d'une saison sur l'autre. Dans le cadre d'un remaniement de la programmation des émissions, effectué à l'occasion de la saison 10, le prime hebdomadaire est avancé au jeudi en première partie de soirée, ce qui permet de céder les exclusivités de l'After au Débrief du lendemain (dont le concept se rapproche du talk-show qu'il remplace alors). Une courte interview du candidat sortant est toutefois publiée chaque jeudi soir sur la plateforme en ligne MyTF1, peu après l'issue du prime, afin de recueillir ses impressions à chaud sur son parcours au sein de l'aventure et sur le verdict des téléspectateurs.
L'After Secret est finalement réintroduit pour la saison 12 et prolonge cette fois-ci la quotidienne éliminatoire du vendredi qui remplace les traditionnels primes hebdomadaires. Initialement proposé en différé sur la nouvelle plateforme TF1+, le format bascule sur TFX dès la deuxième semaine de la saison, où il est désormais diffusé en direct à partir de 18 h 55.

### Before Secret
Plusieurs formats annexes aux émissions hebdomadaires et quotidiennes qu'ils précèdent portent le nom de « Before ».
- Le Before Secret proprement dit fait son apparition lors de la quatrième saison. En amont du prime de lancement, trois candidats font leur entrée dans une pièce secrète quarante-huit heures avant le restant des participants. Pour cette édition, le public doit décider d'éliminer un ou une candidate avant même le début de l'émission. Les deux candidats sauvés, à savoir Robin et Benoît, se voient attribuer un secret commun.
- Lors de la saison 7, de même que la saison 4, l'émission accueille des candidats avant le lancement de l'émission qui vivent sous les caméras durant 48 heures. Ce Before est diffusé du 5 juin au 7 juin 2013 sur le site internet de TF1. Mais cette fois, quatre candidats sont séparés dans deux appartements : Anaïs et Ben dans le « salon » et Sonja et Julien dans la « chambre ». Ils doivent partager un secret commun choisi par les internautes : « Nous sommes la famille du public ». Ben et Sonja devront jouer les parents de Julien et Anaïs (qui seront donc frères et sœurs). Ils ont donc deux jours pour préparer leur secret à l'aide du public qui sera leur complice et choisira par exemple leur nom de famille (Vanderbeck), leurs surnoms et autres éléments indispensables à une famille. Le 6 juin, la voix annonce que le public a choisi qu'Anaïs et Julien se rencontrent les yeux fermés lors d'un dîner. Elle leur demandera de préparer une stratégie et d'effectuer des actions proposées par les internautes.
- Lors de la saison 8, le Before est diffusé sur Internet et précède quelques primes, permettant ainsi au public de visualiser durant un court quart d'heure les coulisses de l'émission hebdomadaire.
- Le Before réapparaît lors de la saison 9, sous une forme radicalement différente destinée à se substituer à l'ancienne introduction « Précédemment dans secret Story » qui précéde le générique de chaque quotidienne. Il comptabilise ainsi 60 émissions et dure en moyenne cinq minutes. En outre, il est diffusé pour la première fois en direct à la télévision, notamment sur NT1.
- Le Before Secret revient sous ses deux formes distinctes dans la saison 10. Dans sa forme classique (analogue à celle des saisons 4 et 7), quatre candidats, à savoir Liam, Alexandre, Jaja puis Sarah, viennent à la rencontre d'un jury composé de trois gagnantes des saisons antérieures (Émilie de la saison 3, Marie de la saison 5 et Anaïs de la saison 7) qui sont chargées d'accorder l'accès à la maison des secrets à deux d'entre eux après délibération ; le 26 août, leur choix se porte finalement sur Jaja et Sarah, dont le secret se base alors sur cette qualification. La seconde forme du Before, apparue lors de la saison 9, est reconduite en parallèle quelques minutes avant chaque quotidienne. On note en outre l'introduction d'un Grand Before en amont du premier prime éliminatoire.

### Le Best-Of
Le Best-Of fait son apparition lors de la neuvième saison de Secret Story. Les cinq premières émissions résumant la semaine des candidats sont diffusées le dimanche soir en seconde partie de soirée. Mais compte tenu de l'audience insuffisante, NT1 décide de déprogrammer l'émission. Cependant, trois semaines après cette suppression, le programme refait son apparition à l'antenne dans le plus grand silence. Afin de le démontrer, les résultats d'audience ne sont plus communiqués en raison de l'horaire tardif de diffusion (les lundis vers 1 h 00).

### Le Débrief
Cette nouvelle émission est introduite dès la saison 9. Son générique ainsi que ses jingles sont modernisés pour la saison 11. Diffusé du lundi au vendredi immédiatement après la quotidienne, le Débrief est un talk-show caractérisé par son concept similaire à celui de l'After Secret qu'il a fini par supplanter et dispose à ce titre d'une co-animation dénommée Secret Team (ou Secret Family) appelée à évoluer progressivement au fil des saisons.
- Lors de la saison 9, l'émission est présentée conjointement par Christophe Beaugrand et Julie Taton, épaulés par les chroniqueurs Adrien Lemaître et Leila Ben Khalifa (gagnante de la saison 8). Le même groupe assure le débriefing du prime hebdomadaire lors de l'After Secret.
- Durant la saison 10, Émilie Fiorelli (gagnante de la saison 9) est recrutée en tant que chroniqueuse et s'ajoute ponctuellement à l'équipe principale qui demeure inchangée par rapport à l'édition précédente. Elle joue plus précisément le rôle de l'« insideuse ».
- À l'occasion de la saison 11, des changements plus drastiques s'opèrent dans le groupe. Julie Taton quitte son poste de co-animatrice pour des raisons professionnelles et personnelles[220] et Émilie Fiorelli, qui tient sa propre chronique l'année précédente, la rejoint sur ce rang pour un motif similaire. En contrepartie, l'équipe s'élargit et voit arriver trois nouvelles recrues : Julien Geloën (gagnant de la saison 10), Lilie Delahaie (comportementaliste et coach intuitive) et Terry LTAM (journaliste chez melty). Ces deux derniers ne s'y présentent toutefois que par intermittence.

Ensemble, ils décryptent les faits et gestes des habitants dans l'enceinte de la maison des secrets, avec entre autres une enquête journalière, des images inédites filmées le jour même ainsi que des connexions, ou encore la chronique humoristique Mister Secret déjà diffusée lors des émissions hebdomadaires depuis la saison 3 de Secret Story. Une question est également posée quotidiennement aux internautes, ceux-ci devant y répondre par « Oui » ou « Non » ; les pourcentages respectifs de chaque option sont dévoilés plus tard dans l'émission, le plus souvent à sa fin.
Chaque jour, un à deux invités se joignent à l'équipe sur le plateau pour commenter la quotidienne. Durant la saison 9, il s'agit essentiellement d'anciens candidats, plus rarement de journalistes spécialisés dans la presse people et exceptionnellement de proches d'habitants alors en compétition. Lors de la saison 10, seuls des ex-candidats sont conviés autour de la table, mais des invités plus divers sont proposés pour la saison 11, avec pour la première fois des personnalités publiques n'évoluant pas dans le domaine de la télé réalité (artistes, acteurs, vidéastes, influenceurs, etc.). À titre exceptionnel, une spectatrice régulière du public est même conviée par Christophe Beaugrand en cours d'émission.
Le Débrief n'est pas reconduit en tant que tel pour la saison 12. Seule une nouvelle version de l'After Secret (en ligne sur TF1+ puis en direct sur TFX) est proposée à l'issue de la quotidienne du vendredi, laquelle se solde par l'élimination d'un candidat qui s'est déroulé auparavant lors des émissions hebdomadaires, non reconduites également.

### La Soirée des habitants
Il s'agit d'une connexion d'approximativement 45 minutes avec la maison des secrets, diffusée immédiatement après le Débrief, qui permet aux téléspectateurs de visionner plus en détail les activités des habitants durant la soirée de la veille, à travers un flux d'images sans commentaire audio. L'émission est introduite pour la première fois au cours de la 9e saison de Secret Story (de même que le Débrief qui la précède).

### Documentaires anniversaires
Le 29 août 2016, à l'occasion de la dixième saison du programme, NT1 diffuse à 20 h 55 le documentaire 10 ans de Secret Story - Les secrets du phénomène, au travers duquel des candidats emblématiques, les chefs de casting, le producteur et les animateurs de l'émission témoignent des faits les plus marquants de ces dix saisons, des secrets de coulisses et de castings.
Ce documentaire est par la suite rediffusé l'année suivante lors de la soirée du 31 août 2017, tout en intégrant quelques modifications liées à la saison 11 dont le lancement est alors imminent.
Le 26 août 2022, une version remaniée de ce même documentaire, dorénavant intitulé Secret Story : 15 ans, les secrets d'un phénomène et incluant des témoignages supplémentaires, est diffusée à 21 h 05 sur TFX afin de célébrer le quinzième anniversaire de l'émission, arrêtée cinq ans plus tôt.

### Le Grand Before
Cette émission spéciale, diffusée lors de la saison 10, suit immédiatement le Débrief du 1er septembre 2016 en lieu et place de la Soirée des habitants, tout en précédant le prime de cette même date. Elle vise à présenter les coulisses de l'émission hebdomadaire ainsi que les loges, les plateaux ou encore des moments inédits de l'aventure. Elle ne sera pas reconduite ultérieurement.

### Webstory
Webstory est une émission diffusée sur internet dédiée à Secret Story dont Gabriel Jordanie, candidat à la première saison de Secret Story, est le chroniqueur depuis 2008. Il est rejoint en 2009 par Caroline Receveur, candidate à la deuxième saison. Présentée comme une émission d'information et de divertissement, Webstory reprend chaque semaine les événements majeurs ayant eu lieu dans Secret Story au moyen de parodies, de micro-trottoirs, ou encore d'interviews de différents invités tels que Geneviève de Fontenay, Vincent McDoom, Cindy Sander, ainsi que d'anciens candidats de Secret Story. L'émission n'a pas été renouvelée pour une troisième saison.

### Jeux
Le 19 juin 2009, le jeu de société Secret Story est mis en vente. Le but du jeu est d'être le plus riche à la fin de la partie. À l'instar des candidats de l'émission, chaque joueur dispose d'une cagnotte de 10 000 euros au début de la partie et a pour mission de protéger son secret.
Un jeu vidéo Secret Story, développé par Codemasters, est également mis en vente le 10 septembre 2009 sur Nintendo DS. Il inclut douze personnages auxquels sont associés une cinquantaine de secrets. Le jeu est cependant très mal reçu par la critique de la presse spécialisée.

### Spin-offs
En 2012, le succès d'audience de l'émission Les Anges de la télé réalité sur NRJ 12, produite par la société La Grosse Équipe, conduit sa concurrente Endemol à réfléchir à un projet inédit, présenté sous le nom de Secret Beach. Ce nouveau programme réunirait d'anciens candidats de Secret Story qui cohabiteraient sur une plage afin de chercher l'amour au Mexique, sous l'œil des caméras,. Faute de diffuseur, la production renoncera finalement à diffuser l'émission malgré l'ouverture du casting, le projet n'ayant séduit aucune chaîne de télévision,,.
Celui-ci sera toutefois relancé trois ans plus tard par la société de production Ah! Production qui mettra à l'antenne La Villa des cœurs brisés sur NT1 (actuelle chaîne TFX), un programme de romance faisant intervenir des ex-candidats issus à la fois de Secret Story et d'émissions de télé réalité concurrentes. Lancé à l'automne 2015, le format connaîtra ensuite plusieurs reconductions, dont un dérivé intitulé La Villa : La Bataille des couples.
En 2018, afin de relancer la marque Secret Story à la suite de l'érosion d'audience au fil des saisons, la société de production a planché sur une version « all-stars » de l'émission, sous le nom provisoire de Secret contre le Reste du Monde, à la manière du concept Les Marseillais et Les Ch'tis vs le Reste du Monde. Le groupe TF1 n'a pas donné suite à ce projet.

## L'après Secret Story
À la suite de leur participation à Secret Story, les candidats ont eu des parcours différents, principalement dans le domaine de l'audiovisuel.

### Musique (ou apparition dans un clip vidéo)
Tatiana, les triplées (candidates de la première saison), Laurent, Marilyn, Nathalie, Hayder (candidats de la deuxième saison), Daniela, Angie, Cindy et Émilie (candidates de la troisième saison) ont chacun sorti un single, tandis que Barbara Opsomer (candidate de la onzième saison) en a sorti deux. François-Xavier (candidats de la troisième saison) ainsi qu'Émilie, Loïc et Rémi (candidats de la neuvième saison) sont apparus dans des clips musicaux.

### Écriture
Jonathan a également écrit un livre de poésies (sous le nom Jonathan Hirschberg).
En 2010, Tatiana publie aux Éditions Josette-Lyon, un département des Éditions Trédaniel, Au nom des femmes battues, ma vie, mon calvaire, mon témoignage (ISBN 9782843192227), sur son expérience de la maltraitance domestique, mieux accueilli par les médias que ses nouvelles tentatives dans la chanson[28]. En 2017, Amélie Neten publie aux Éditions Michel Lafon son ouvrage Pourquoi tant de haine ?, sur son expérience au sein de la maison des secrets ainsi que son expérience plus générale dans l'univers de la télé-réalité.

### Sex Tapeet/ou film pornographique
Ophélie et Laly (candidates de la première saison) ont diffusé respectivement une sextape et trois films pornographiques.
Tatiana-Laurens pose pour la couverture de la revue de charme Newlook.

### Chroniqueur ou animateur à la télévision
À la suite de leur notoriété acquise grâce à l'émission, certains candidats sont devenus chroniqueurs ou bien animateurs d'émissions de télévision. Julien (candidat de la première saison) a été chroniqueur sur France 2, tandis que Daniela et Nicolas (candidats à la troisième saison) deviennent chroniqueurs sur RTL9. Caroline Receveur est devenue, par la suite, comédienne dans la scripted reality : Hollywood Girls : Une nouvelle vie en Californie (de la saison 1 à 3). Ensuite, elle devient chroniqueuse dans Le Mag et présente la saison 2 et 3 de La Maison du bluff sur NRJ 12. De janvier à septembre 2014, elle présente l'émission Le Mag aux côtés de Matthieu Delormeau. Elle intègre ensuite la saison 7 de Danse avec les stars après sa participation à la série Hollywood Girls. Amélie Neten est devenue chroniqueuse dans Le Mad Mag et a présenté la télé-réalité La Revanche des ex, de même qu'Aurélie van Daelen et Capucine Anav avant de devenir chroniqueuse au sein de l’émission Touche pas à mon poste !, puis évoqua son départ le 20 juin 2017 pour se tourner dans le monde du théâtre. Eddy Ben Youssef de la saison 7 a animé en 2017 un programme dérivé de l'émission Supershore intitulé SuperShore Ouvre-Toi : les français arrivent ! sur la chaîne MTV. Ayem Nour fut, grâce à sa notoriété que sa candidature à la saison 5 lui a conférée, sollicitée pour participer à Hollywood Girls, puis devient animatrice lorsque NRJ 12 lui propose même d'animer Le Mag avec Matthieu Delormeau. Depuis 2016, elle présente Le Mad Mag en tant qu'animatrice principale jusqu'à son arrêt début 2018. Elle deviendra à son tour chroniqueuse chez Touche pas à mon poste ! en 2020 d'un soir.

### Téléréalités, comédie ou blogs de mode
En 2005, Tatiana-Laurens joue dans un spot de Nicolas Romieu, Serial Killer, récompensé d'un deuxième prix au festival du Clap d'or. À l'occasion du neuvième anniversaire de son mariage avec Xavier Delarue, elle tourne avec ce dernier et met en ligne un autre spot, Chimère, destiné à évoquer leur première rencontre, accueilli avec beaucoup moins de bienveillance : une journaliste estimant que « même sans dire un traître mot, le couple parvient à jouer faux ».
Caroline Receveur est devenue chroniqueuse chez Webstory et a participé à la première saison de La Maison du bluff et à la deuxième saison de Les Anges de la téléréalité. Elle lance également plusieurs blogs : un avec Ayem Nour (candidate de la saison 5), Capucine Anav (participante à la saison 6) et Nabilla Benattia (http://www.moncoachstar.com/), un autre avec Julia Fablat (candidate des Anges de la Téléréalité 4 et Capucine Anav (Buymystyle.fr), ainsi que son blog personnel (http://www.carolinereceveurandco.com/). Elle a déménagé avec son petit ami à Londres.
Émilie (participante à la troisième saison) a été animatrice sur Direct 8. Juliette (candidate de la cinquième saison), quant à elle, a animé l'émission Nuits blanches sur MCE TV. Nadège Lacroix interprète Lisa dans la série télévisée Sous le soleil de Saint-Tropez. À la suite de cette expérience, elle fait une apparition dans Les Mystères de l'amour et devient une des protagonistes de la saison 4 d'Hollywood Girls : Une nouvelle vie en Californie. Leila Ben Khalifa (gagnante de la saison 8), Vincent Queijo (finaliste de la saison 7) et Charlène Le Mer (finaliste de la saison 11) ont également fait une apparition dans la série Les Mystères de l'amour.
À la suite de la notoriété apportée par l'émission aux candidats, certains ont participé par la suite à d'autres programmes de téléréalité français ou étrangers qui, contrairement à Secret Story, sélectionnent divers profils déjà connus du public dans leur domaine.

### Présentateurs et créateurs sur internet
Enfin, certains candidats ont également été présents sur Internet. Ne sont cités ci-dessous que les plus notables :
- Gabriel (candidat de la première saison) et Caroline (candidate de la deuxième saison) ont présenté l'émission Webstory.
- Samantha (candidate de la deuxième saison) a sorti un webzine[249].
- Cyril et Alexandra (candidats de la deuxième saison) ont lancé leur site de rencontre[250].

### Carrière sur YouTube
- Le 7 avril 2013, Nadège Dabrowski (candidate de la saison 1) a lancé une première chaîne YouTube intitulée Andy raconte…[251] (renommée plus simplement Andy par la suite), suivie d'une seconde chaîne dénommée So Andy le 30 août 2014[252].
- Le 16 janvier 2017, Darko Bozovic (candidat de la saison 10) s'est lancé dans le tournage de podcasts en activant sa chaîne Darko CTTG (acronyme de sa réplique fétiche « C'est très très grave » qu'il a retiré depuis au profit de son prénom seul).
- Le 26 janvier 2017, les sœurs jumelles Anaïs (quatrième finaliste de la saison 10) et Manon Quadratus (candidate de la même saison) ont démarré une chaîne baptisée Manaïs World au sujet de leurs expériences, coups de cœur et mécontentements.
- Le 25 mars 2018, Bastien Grimal (quasi-demi-finaliste de la saison 10) a ouvert une chaîne intitulée Bastos Fait Des Bulles (ultérieurement renommée plus simplement Bastos) afin d'y dévoiler ses passions créatives, artistiques et aventurières.
- Le 10 janvier 2020, Julien Geloën (vainqueur de la saison 10) devient podcasteur à son tour en lançant sa chaîne JULIEN GELOEN, selon un concept similaire à celui de Darko qui fait partie de ses guests les plus récurrents.
- Le 19 juillet 2020, Laura Lempika (deuxième finaliste de la saison 11) a lancé une série baptisée Laulau Baby Show, consacrée à sa grossesse ainsi qu'à sa nouvelle vie de jeune mère.

### Fondation d'association
Tatiana-Laurens fonde l'association de « lutte contre la violence conjugale » Rose-Jaune, qu'elle préside. En septembre 2020, ce statut lui a par ailleurs valu d'être reçue par la ministre déléguée chargée de la Citoyenneté Marlène Schiappa afin de lui remettre un prix.

### Vie politique
Avant sa participation à la saison 2 de Secret Story, Marilyn Dupuis est investie dans la vie locale d'Asnières-sur-Seine jusqu'à la défaite de la liste UMP aux élections municipales de 2008. Elle renoue ensuite avec sa carrière politique au sein de cette commune le 18 octobre 2012, soit quatre ans après sa participation à l'émission, en étant intronisée au conseil municipal d'opposition. Cette reconversion professionnelle fait suite à la démission de l'élu Manuel Aeschlimann, condamné le 13 mars 2009 à un an d’inéligibilité pour favoritisme dans l'attribution d'un marché public en 1998.
De son côté, Cindy Lopes (troisième finaliste de la saison 3) rejoint pour sa part la liste électorale du chanteur et militant politique Francis Lalanne aux élections européennes de 2019, intitulée « Alliance Jaune » car issue du mouvement des Gilets jaunes.

### Procédures judiciaires
Le 12 février 2015, Senna Hounhanou, finaliste de la saison 4, est acquitté par le tribunal de Liège dans une affaire de violences conjugales l'opposant à son ex-compagne Élodie, mère de son fils Isaïah. Celle-ci a déposé plainte à son encontre pour des faits remontant au 18 mai 2013.
Le 6 mars 2021, Marie Garet (gagnante de la saison 5) comparaît aux côtés de son conjoint au tribunal d'Alès pour des faits de violences conjugales survenus le 9 novembre 2020, à la suite desquels tous deux ont été placés sous contrôle judiciaire avec interdiction d'entrer en contact. Le couple ayant repris la vie commune contre l'avis du procureur jusqu'à s'afficher dans les médias en janvier, le magistrat requiert respectivement neuf et six mois de prison avec sursis probatoire à l'encontre de Marie et de son compagnon.
Le 29 mars 2021, Marvin Tilliere (candidat exclu de la saison 10) est reconnu coupable de harcèlement et menace de mort caractérisée à l'égard de son ex-compagne Maéva Martinez (candidate de la même saison). Il écope de six mois de prison avec sursis et de 13 500 euros d'amende pour préjudice moral et d'image. Cette condamnation est assortie d'une obligation de suivi psychiatrique et psychologique, ainsi que d'une interdiction formelle de rentrer en contact avec Maéva sous peine d'incarcération immédiate.
Le 27 juin 2023, Marie Garet est placée en garde à vue après avoir été contrôlée positive à la cocaïne au volant de son véhicule. Déférée au palais de justice d'Alès, elle est finalement condamnée le 29 juin suivant à huit mois de prison avec sursis pour conduite sous l'emprise de stupéfiants.

## Critiques et controverses

### Intervention du CSA
En 2009, au cours de la diffusion de la troisième saison de Secret Story, le CSA a exigé que TF1 ajoute la signalétique « déconseillé aux moins de 10 ans » après avoir reçu des plaintes de téléspectateurs au sujet de la nudité et de la vulgarité de certains candidats,.
En 2010, celle-ci entre alors en vigueur dès le premier prime de la saison 4 pour être utilisée sur l'ensemble des émissions hebdomadaires et quotidiennes. La signalétique « déconseillé aux moins de 12 ans » est même employée en parallèle pour certaines séquences telles que le « Secret biiip ». À ce propos, le CSA est intervenu auprès de la chaîne le 12 octobre 2010 afin de lui interdire cette pratique, la classification devant être la même tout au long du programme. Il a également reproché à TF1 d'avoir diffusé des propos injurieux de candidats ainsi que d'avoir encouragé un couple à concevoir un enfant sans informer le public des risques de MST que cela peut entraîner et ce, en méconnaissance totale des règles de santé publique. C'est la deuxième année consécutive que le programme reçoit un avertissement du CSA.

### Médias
De même que la majorité des émissions de télé réalité, Secret Story bénéficie d'une importante couverture médiatique sur l'ensemble des supports (presse écrite, radio, internet). L'histoire des différents candidats et leur interaction dans la maison inspirent régulièrement des articles à la presse people, amplifiant ainsi le buzz organisé par les concepteurs du jeu. C'est donc un processus de réciprocité : le succès de l'émission repose en partie sur sa couverture médiatique ; et les autres médias, inversement, profitent du succès de l'émission lorsqu'ils lui consacrent leurs couvertures.
La presse people (Voici, Public, Staragora TV, Oops, Closer, ainsi que certains journaux télé (Télé 7 jours, Télé Star) et quotidiens régionaux (Le Parisien ou La Provence) relatant les évènements survenus dans la maison des secrets, ainsi que la vie privée des candidats. Jean-Marc Morandini, affilié à la société Endemol qui produit l'émission, poste également une demi dizaine d'articles par jour sur son blog à ce sujet — informations reprises ensuite dans ses émissions pour Direct 8 (actuelle C8) et Europe 1.
La presse culturelle ou d'information propose quant à elle des articles critiques sur l'émission. L'hebdomadaire Télérama, qui qualifie l'émission de « véritable trou noir », souligne la vulgarité des candidats (« des exhibitionnistes inconnus passent leur temps à se mettre à poil et à parler comme des charretiers alcooliques ») et égratigne son usage des stéréotypes qui, au prétexte de les dénoncer, les consoliderait. Le quotidien Libération évoque « une brochette de jeunes hommes et femmes au QI siliconé », tandis que Le Figaro parle d'un spectacle « soûlant » où les candidats « n'ont rien à dire et pas grand-chose à montrer ». Le Point ironise sur « la densité intellectuelle » du programme et l'hebdomadaire Marianne y retrouve les « ingrédients habituels de la télé réalité – le sexe, les corps bodybuildés et l'homosexualité inavouée » mais s'inquiète de la banalisation des pratiques utilisées – et valorisées insidieusement – par l'émission (commérage, outing, manipulation, individualisme, compétition, appât du gain),. Même constat pour Renaud Revel, rédacteur en chef à L'Express, qui affirme que l'émission participe de la « déshumanisation rampante de l’être humain » et d'une volonté « d'asservissement du téléspectateur, que l’on tente de tenir à bout de gaffe à coup d’artifices et de pauvres rebondissements ». Lors de la troisième saison, la séquence au cours de laquelle une candidate apprenait, en direct et en prime-time, la fin de sa relation avec son petit ami joint par téléphone, a fait l'objet de nombreuses critiques. La scène, qualifiée de « trash », a désagréablement surpris le public et mis le présentateur mal à l'aise,.
À la suite de la participation de Rachel Legrain-Trapani à la troisième saison du programme, Geneviève de Fontenay confie dans l'émission Webstory sa consternation au sujet de Secret Story, qu'elle considère comme un programme « minable et débile ». Ce n'est toutefois pas la première fois que l'ex-présidente du Comité Miss France s'exprime à propos de l'émission puisque, lors de la première saison, elle conteste également la participation de Nadège Dabrowski en tant qu'ancienne Miss Berry.

### Justice
L'émission a également occupé le terrain judiciaire dans l'affaire opposant d'ex-candidats de la télé réalité aux producteurs qui les employaient. Depuis 2009, la Cour de Cassation dans un arrêt rendu le 3 juin 2009 par la Chambre Sociale considère que la prestation d'un candidat à Secret Story (ou à toute autre émission de ce genre) relève du code du travail et qu'il doit à ce titre bénéficier des mêmes avantages qu'un employé ordinaire,,. L'avocat Jérémie Assous, qui a défendu d'anciens candidats de L'Île de la tentation, déclare d'ailleurs à ce sujet : « Les participants sont soumis aux constantes directives d'une voix off, "la voix". Il ne fait aucun doute qu'il est demandé à tous ces jeunes gens de jouer un rôle et de réaliser des activités qui permettent la captation de milliers d'images, lesquelles constituent des épisodes diffusés chaque soir : les participants devraient donc bénéficier de contrats de travail. Secret Story est un boulot ». Lors du lancement de la saison 3 de l'émission, Catherine Comte, directrice générale adjointe d’Endemol, s'est même préparée à recevoir l'inspection du travail dans la maison des secrets.
Au cours de la troisième saison, un incident s'est également produit entre le paparazzi Jean-Claude Elfassi et les agents de sécurité d'Endemol. En effet, à la suite de l'intrusion de Jean-Claude Elfassi à proximité des studios où est située la « maison des secrets » et le plateau du prime, la sécurité a contacté la police entraînant une garde à vue de 48 heures pour le paparazzi.

### Production
Lors de la première saison, la maison des secrets est présentée comme respectant l'environnement ; cependant, l'arrivée des candidats a été assurée par des 4x4 Hummer, réputés pour leur forte consommation de carburant et les projecteurs de la maison demeurent allumés jour et nuit, indépendamment de toute présence éventuelle d'un habitant dans une pièce.
Au cours de la deuxième saison, l'intervention d'une personne extérieure au jeu, dévoilant aux habitants le secret de la candidate Marilyn en criant n'a jamais été diffusée ni mentionnée au cours des émissions. De plus, une vidéo circulant sur Internet montre le candidat Cyril expliquant à Alexandra que l'autorisation de passer un coup de téléphone à des personnes de son entourage lui a été accordée, bien que les habitants soient supposés n'avoir aucun contact avec l'extérieur conformément à la règle correspondante.
L'humoriste Gonzague a par ailleurs écrit un faux secret sur une balle de tennis et est parvenu à envoyer cette dernière dans le jardin de la maison des secrets lorsque la cinquième saison est en cours de tournage. Les images de son atterrissage n'ont jamais été diffusées.
Durant la troisième saison, le paparazzi Jean-Claude Elfassi a révélé sur son blog le choix de certains candidats de ne plus être présent sur le plateau du prime. À la suite de cela, il révèle que les candidats sont par la suite payés par la production afin qu'ils assistent à l'émission hebdomadaire. Jean-Claude Elfassi a également publié sur son blog les contrats de travail des candidats ainsi que les contrats des candidats avec Sipa Presse.
Le 3 janvier 2019, Morgane Enselme, qui fut candidate de la saison produite sept ans auparavant, publie une vidéo relatant son expérience au sein de l'émission. Elle y dénonce les castings passés en catimini car non présentés comme tels au moment de les passer, la surveillance constante des candidats préalablement à l'émission et les mauvais traitements imposés aux participants au cours du tournage, telles que les conditions d'hygiène jugées exécrables ou la mise en place volontaire de situations conduisant au « craquage ».

## Secret Story dans le monde
Secret Story, émission de télé réalité originaire de la France, a été exportée dans quelques pays étrangers. Trois états ont également adapté la mécanique de jeu dans l'une de leur versions de Big Brother.

### Adaptations

#### Au Portugal
Le Portugal est le premier pays à avoir adapté Secret Story. La première saison est diffusée du 3 octobre 2010 au 31 décembre 2010 sur la chaîne TVI et présentée par Júlia Pinheiro. Fort du succès de cette édition, l'émission sera reconduite pour sept saisons supplémentaires. L'engouement pour le programme a conduit en outre à la création originale de trois éditions all-stars rassemblant d'anciens participants :
- Secret Story: Desafio Final : d'anciens candidats de diverses éditions viennent s'affronter avec une somme d'argent à la clé ;
- Secret Story : Luta del Poder : des ex-candidats divisés en deux équipes s'affrontent au sein de la maison ;
- Secret Story - Casa dos Segredos : O Reencontro : les candidats les plus emblématiques de l'émission s'affrontent avec une somme d'argent à la clé. Cette saison est la première à introduire une version féminine de « la voix ».

La popularité du programme a également motivé le développement d'une édition spéciale A Quinta (adaptation de l'émission française la Ferme Célébrités), intitulée A Quinta : O Desafio qui voit s'affronter d'anciens candidats de l'émission A Quinta contre des ex-participants à Casa dos Segredos. Ce concept sera repris pour la quatrième édition de Desafio Final qui rassemble d'anciens candidats issus de Casa dos Segredos mais également des télé-réalités portugaises A Quinta et Love On Top.

#### Aux Pays-Bas
Les Pays-Bas sont le deuxième pays européen à avoir adapté le concept intitulé Het Huis der Geheimen (La Maison des Secrets). L'émission fut diffusée 13 février 2011 au 12 mai 2011 sur la chaîne Net5 et présentée par Bart Boonstra et Renate Verbaan (pour les émissions hebdomadaires). Le slogan de la version néerlandaise est : « Un secret peut valoir beaucoup d'argent ». Cette version ne fut pas renouvelée pour une seconde saison compte tenu de sa faible audience, mais a cependant inspiré l'édition française notamment en incluant le « grenier des secrets » qui sera introduit plus tard dans la saison 9 en France.

#### Au Pérou
La version prévurienne de Secret Story est la première à voir le jour hors d'un pays européen. Intitulée La casa de los secretos, cette adaptation est diffusée du 20 septembre 2012 au 16 novembre 2012 sur la chaîne Frecuencia Latina et présentée conjointement par Carla García et Jason Day. Réalisant des résultats d'audience en berne, l'émission est un véritable échec à la suite duquel la chaîne La Frecuencia Latina (actuelle Latina Televisión) renonce à reconduire le programme pour une seconde saison.

#### En Lituanie
La Lituanie est le dernier pays à avoir adapté Secret Story. L'émission est diffusée sous le titre Paslapčių namai (La Maison des Secrets) sur les chaînes TV3, TV6 et TV8 du 2 mars 2013 au 25 mai 2013 et présentée par Marijonas Mikutavičius et Agnė Grigaliūnienė. Lors du prime final, les présentateurs annoncent qu'aucune seconde saison n'est envisagée.

#### En Espagne
Le 12 juillet 2021, la chaîne Telecinco annonce l'acquisition du programme pour une diffusion à l'automne 2021. Cependant, à la différence de la version française, les candidats participants seront des célébrités et non des anonymes. Par la suite, une nouvelle édition est lancée à l'hiver 2022 avec des candidats anonymes. À la suite d'audience décevante, la chaine n'annonce pas le renouvellement du programme pour une troisième saison.

### Big Brother
Fort du succès de Secret Story en France, certaines régions ou pays du monde ont décidé d'ajouter la mécanique des secrets à leurs éditions de Big Brother, de manière permanente ou temporaire à travers des challenges selon les cas.

#### Afrique
L'adaptation africaine de Big Brother est la première à adapter le concept des candidats chargés de conserver un secret les concernant jusqu'à la fin de l'aventure. Cette adaptation a lieu lors de la cinquième saison all-star rassemblant d'anciens candidats de Big Brother qui débute le 18 juin 2010 et se conclut le 17 octobre 2010. Elle fut diffusée sur les chaînes M-Net, Africa Magic, Mzansi Magic et DStv et présentée par IK Osakioduwa. L'émission a duré 91 jours au total.

#### Allemagne
L'Allemagne a opté pour une thématisation de la saison 11 de Big Brother, intitulée Big Brother: The Secret, qui débute 2 mai 2011 et s'achève le 12 septembre 2011. Initialement prévu pour durer 100 jours, l'émission est finalement reconduite pour 5 semaines supplémentaires, allongeant sa durée de diffusion à 135 jours. Présentée par Sonja Zietlow le jour du lancement puis Aleksandra Bechtel pour le reste de la saison sur la chaîne RTL ZWEI, cette saison se démarque des précédentes en introduisant la mécanique des secrets à préserver jusqu'à la fin de l'aventure au risque d'être nommé d'office. Si l'un des habitants devine le secret d'un de ses colocataires, il remporte une immunité lui permettant d'échapper aux prochaines nominations.

#### Australie
L'Australie a adapté le concept dans sa neuvième édition de Big Brother, laquelle fut diffusée du 13 août 2012 au 7 novembre 2012 sur la chaîne Nine Network et présentée par Sonia Kruger. L'émission a duré 87 jours. Au-delà des 29e et 36e jours, deux nouveaux candidats ont fait leur entrée dans la maison, néanmoins sans secrets à défendre et ne pouvant dévoiler ceux des autres habitants.

#### Albanie
L'Albanie a adapté le concept de Secret Story dans sa sixième édition de Big Brother. Elle fut diffusée du 23 février 2013 au 1er juin 2013 sur la chaîne Top Channel, soit durant 99 jours au total et présentée par Arbana Osmani. Le concept est semblable à celui de Secret Story dans la mesure où chaque candidat est missionné pour conserver un secret le concernant, généralement personnel. En outre, le jeu albanais introduit également des pièces secrètes où des habitants peuvent séjourner à l'insu des autres candidats.

#### Royaume-Uni
La quatorzième édition du Big Brother britannique est diffusée 13 juin 2013 au 19 août 2013 sur Channel 5. Intitulée Big Brother: Secrets and Lies (Secrets et Mensonges en anglais), elle est présentée par Emma Willis et dure 68 jours au total. La mécanique des secrets est introduite à l'occasion d'un challenge baptisé « ABC-crets ». La promotion de cette édition a suscité la curiosité, car le hashtag « #whatsthesecret » figure sur les différentes bandes-annonces, donnant lieu à des spéculations au sujet d'une adaptation anglaise de Secret Story qui ne verra toutefois pas le jour.

#### Danemark
Le Danemark adapte le concept de Secret Story dans sa sixième édition de Big Brother, intitulée Big Brother 2014 : Hemmeligheder & Løgne (Secrets et Mensonges). Cette édition est diffusée du 1er janvier 2014 au 27 avril 2014 sur la chaîne Kanal 5, soit durant 118 jours au total et co-animée par Anne Kejser et Oliver Bjerrehuus. Sa spécificité de cette saison réside dans le fait qu'une partie seulement des candidats possèdent un secret à cacher à leurs colocataires. Durant la première semaine, ce sont les filles qui ont pour mission de trouver les secrets des garçons. Ceux qui ne sont pas démasqués bénéficient d'une immunité lors de semaine suivante, où c'est au tour des garçons de trouver les secrets des filles avec une immunité à la clé si celles-ci parviennent à les conserver.

#### Afrique du Sud
Afin de relancer la marque Big Brother au terme de 12 ans d'absence sur la télévision sud-africaine, la production décide d'importer la mécanique des secrets dans son programme. La première édition de Big Brother Mzansi s'intitule Big Brother Mzansi: Secrets. Diffusée du 2 février 2014 au 6 avril 2014 sur M-Net, elle est présentée par Lungile Radu et dure 63 jours au total.

#### Espagne
L'Espagne est le dernier pays à avoir adapté le concept de Secret Story pour sa seizième édition de l'émission Gran Hermano, diffusée sur la chaîne Telecinco du 13 septembre 2015 au 23 décembre 2015 et présentée par Mercedes Milá. L'émission a duré 102 jours au total. À l'instar de la version française, l'ensemble des candidats ont pour objectif de garder un secret tout au long de l'aventure. Si un participant est démasqué, le découvreur gagne une récompense tandis que le détenteur du secret découvert est sanctionné d'une nomination. Si l'un des candidats contrevient au règlement du jeu en révélant volontairement son secret à un ou plusieurs de ses colocataires, sa cagnotte finale est réduite de 100 000 euros.
L'ensemble des thématisations n'ont pas été reconduites pour une deuxième édition par les différents pays.

### Vainqueurs
| Saison               | Vainqueur           | Âge    | Origine              | Secret                                                                              | Pourcentage des votes | Gain           |
| -------------------- | ------------------- | ------ | -------------------- | ----------------------------------------------------------------------------------- | --------------------- | -------------- |
| Big Brother 5        | Uti                 | 27 ans | Nigéria              | « J'ai été un fan de Britney Spears »                                               | NC                    | 180 000 $      |
| Secret Story 1       | Antonio             | 28 ans | Baião                | « J'ai tenu une maison close »                                                      | 43 %                  | 58 778 €       |
| Big Brother 11       | Rayo di Sole        | 21 ans | Allemagne            | « Je vis avec mon ange gardien »                                                    | 53,9 %                | 125 000 €      |
| Secret Story 1       | Sharon Hooijkass    | 20 ans | Pays-Bas             | « J'ai survécu au Tsunami de 2004 »                                                 | 55 %                  | 117 150 €      |
| Secret Story 2       | João M.             | 20 ans | Albufeira            | « J'ai été victime de violence domestique »                                         | 37 %                  | 54 900 €       |
| Big Brother 9        | Benjamin            | 32 ans | Victoria             | « J'ai été viré de tous mes jobs »                                                  | 40 %                  | 250 000 $      |
| Secret Story 3       | Ruben               | 22 ans | Porto                | « Nous sommes un vrai couple » (avec Tatiana)                                       | 35 %                  | 54 200 €       |
| Secret Story 1       | Alavaro de la Torre | 21 ans | Pérou                | « J'ai fait partie d'un barra brava du club de football Universitario de Deportes » | NC                    | 77 100 S/.     |
| Desafio Final 1      | Cátia               | 22 ans | Portimão             | « J'ai travaillé dans un cabaret » (Saison 2)                                       | 56 %                  | 10 000 €       |
| Big Brother 6        | Anaid Kaloti        | 27 ans | Albanie              | « J'ai aidé un ami handicapé pendant 10 ans »                                       | NC                    | 15 000 000 ALL |
| Secret Story 1       | Gintautas           | 22 ans | Lituanie             | « Je suis accro aux jeux vidéo »                                                    | 40,4 %                | 50 000 €       |
| Big Brother 14       | Sam Evans           | 23 ans | Llanelli             | « J'ai gagné des milliers de jeux télévisés »                                       | NC                    | 100 000 £      |
| Secret Story 4       | Luis                | 24 ans | Elvas                | « Je suis le frère d'un personnage public »                                         | 47 %                  | 35 185 €       |
| Desafio Final 2      | Erica               | 24 ans | Ribeira Brava        | « J'ai une liste de toutes mes conquêtes sexuelles » (Saison 4)                     | 47 %                  | 15 000 €       |
| Big Brother 6        | David               | 33 ans | Skovlunde            | Aucun secret                                                                        | NC                    | 500 000 DKK    |
| Big Brother Mzansi   | Mandla              | 24 ans | Sebokeng             | « Je suis fan de Britney Spears »                                                   | 55,4 %                | 1 000 000 R    |
| Secret Story 5       | Elisabete           | 23 ans | Santão               | « Nous sommes un faux couple lesbien » (Avec Daniela)                               | 31 %                  | 32 800 €       |
| Desafio Final 3      | Sofia               | 24 ans | Barreiro             | « Nous avons une fille en commun » (Saison 4) (Avec Tierry)                         | 44 %                  | 15 000 €       |
| Luta Pelo Poder      | Bruno Sousa         | 29 ans | Rio Tinto            | « Ma femme et mes deux ex sont dans la maison » (Saison 5)                          | 42 %                  | 7 500 €        |
| Gran Hermano 16      | Sofía Suescun       | 19 ans | Navarra              | « Je suis la fille de Maite (candidate) »                                           | 60,7 %                | 100 000 €      |
| Secret Story 6       | Helena Isabel       | 29 ans | Ferreira do Alentejo | « Je ne peux pas traverser le pont du 25 avril »                                    | 74 %                  | 20 000 €       |
| Desafio Final 4      | Carlos Sousa        | 33 ans | Maia                 | « Nous sommes un faux-couple » (Saison 2) (Avec Daniela S.)                         | 66 %                  | 5 100 €        |
| Secret Story 7       | Tiago               | 25 ans | Lisboa               | « Je suis marié » (Avec Luan)                                                       | 39%                   | 10 000 €       |
| O Reencontro         | Carina              | 27 ans | Porto                | « J'étais terrifiée par un ex petit-ami »                                           | 74%                   | 15 000 €       |
| Secret Story 1       | Luca Onestini       | 28 ans | Bologne              | « Je suis devenu célèbre le jour de ma naissance »                                  | 59,1%                 | 50 000 €       |
| Secret Story 2       | Rafa Martínez       | 27 ans | Cuenca               | « Ma patronne a rompu son mariage pour moi »                                        | 76,1%                 | 150 000 €      |
| Secret Story Afrique | Awa Sanoko          | 29 ans | Côte d'Ivoire        | « Je suis l'un des plus beaux mannequins du monde »                                 | 76,1%                 | 20 000 000 CFA |

### Audience
| Édition              | Diffusion           | Début             | Début          | Début          | Début          | Finale            | Finale         | Finale         | Finale         | Moyenne            |
| Édition              | Diffusion           | Date              | Spectateurs    | APP.           | PDM            | Date              | Spectateurs    | APP.           | PDM            | APP./Tel.(%)       |
| -------------------- | ------------------- | ----------------- | -------------- | -------------- | -------------- | ----------------- | -------------- | -------------- | -------------- | ------------------ |
| Big Brother 5        | Dimanche            | 18 juillet 2010   | Non Communiqué | Non Communiqué | Non Communiqué | 17 octobre 2010   | Non Communiqué | Non Communiqué | Non Communiqué | Non Communiqué     |
| Secret Story 1       | Dimanche à 21h30    | 3 octobre 2010    | 1 388 000      | 15,1 %         | 48,5 %         | 31 décembre 2010  | Non Communiqué | 18,2           | 62,7 %         | 14,5 %             |
| Big Brother 11       | Lundi               | 2 mai 2011        | Non Communiqué | Non Communiqué | Non Communiqué | 12 septembre 2011 | Non Communiqué | Non Communiqué | Non Communiqué | Non Communiqué     |
| Secret Story 1       | Dimanche et jeudi   | 13 février 2011   | Non Communiqué | Non Communiqué | Non Communiqué | 12 mai 2011       | 322 000        | Non Communiqué | Non Communiqué | 278 214 (4,13 %)   |
| Secret Story 2       | Dimanche à 21h30    | 18 septembre 2011 | 1 388 000      | 15,1 %         | 45,1 %         | 31 décembre 2011  | Non Communiqué | 14,3 %         | 50,3 %         | 13,5 %             |
| Big Brother 9        | Lundi               | 13 août 2012      | 1 710 000      | Non Communiqué | Non Communiqué | 7 novembre 2012   | 1 580 000      | Non Communiqué | Non Communiqué | Non Communiqué     |
| Secret Story 3       | Dimanche à 21h30    | 16 septembre 2012 | 1 942 000      | 20,5 %         | 50,7 %         | 31 décembre 2012  | 1 804 500      | 19,1 %         | 52,0 %         | 17,8 %             |
| Secret Story 1       | Jeudi               | 20 septembre 2012 | Non Communiqué | Non Communiqué | Non Communiqué | 16 novembre 2012  | Non Communiqué | Non Communiqué | Non Communiqué | Non Communiqué     |
| Desafio Final 1      | Dimanche à 21h30    | 6 janvier 2013    | 2 071 000      | 21,8 %         | 49,4 %         | 27 janvier 2013   | 1 553 000      | 16,4 %         | 39,3 %         | 18 %               |
| Big Brother 6        | Samedi              | 23 février 2013   | 691 076        | Non Communiqué | 36,4 %         | 1er juin 2013     | 776 850        | Non Communiqué | 47,2 %         | Non Communiqué     |
| Secret Story 1       | Samedi              | 2 mars 2013       | Non Communiqué | Non Communiqué | Non Communiqué | 25 mai 2013       | Non Communiqué | Non Communiqué | Non Communiqué | 263 081            |
| Big Brother 14       | Jeudi               | 13 juin 2013      | 2 350 000      | Non Communiqué | Non Communiqué | 19 août 2013      | 2 200 000      | Non Communiqué | Non Communiqué | Non Communiqué     |
| Secret Story 4       | Dimanche à 21h30    | 29 septembre 2013 | 1 710 000      | 18 %           | 39,9 %         | 31 décembre 2013  | 1 702 000      | 17,8 %         | 47,5 %         | 15,7 %             |
| Desafio final 2      | Dimanche à 21h30    | 5 janvier 2014    | 2 004 000      | 20,7 %         | 43,5 %         | 2 février 2014    | 1 500 000      | 15,5 %         | 36,6 %         | 17,4 %             |
| Big Brother 6        | N'importe quel jour | 1er janvier 2014  | Non Communiqué | Non Communiqué | Non Communiqué | 27 avril 2014     | Non Communiqué | Non Communiqué | Non Communiqué | Non Communiqué     |
| Big Brother Mzansi   | N'importe quel jour | 2 février 2014    | Non Communiqué | Non Communiqué | Non Communiqué | 6 avril 2014      | Non Communiqué | Non Communiqué | Non Communiqué | Non Communiqué     |
| Secret Story 5       | Dimanche à 21h30    | 21 septembre 2014 | 1 580 000      | 16,3 %         | 38,7 %         | 31 décembre 2014  | 1 510 500      | 15,9 %         | 45,1 %         | 14,3 %             |
| Desafio Final 3      | Dimanche à 21 h 30  | 4 janvier 2015    | 1 672 000      | 17,6 %         | 42,4 %         | 22 février 2015   | 1 596 000      | 16,8 %         | 32,2 %         | 14,3 %             |
| Luta Pelo Poder      | Dimanche à 21h30    | 22 février 2015   | 1 254 000      | 13,2 %         | 37,9 %         | 15 mars 2015      | 1 216 000      | 12,8 %         | 37,9 %         | 13,1 %             |
| Gran Hermano 16      | Dimanche et jeudi   | 13 septembre 2015 | 3 407 000      | Non Communiqué | 24,8 %         | 23 décembre 2015  | 3 214 000      | Non Communiqué | 24,6 %         | 2 844 000 (23,1 %) |
| Secret Story 6       | Dimanche à 21h30    | 11 septembre 2016 | 1 187 500      | 12,5 %         | 29,7 %         | 31 décembre 2016  | 1 173 000      | 12,1 %         | 34,8 %         | 11 %               |
| Desafio Final 4      | Dimanche à 21h30    | 8 janvier 2017    | 1 120 000      | 11,6 %         | 31,3 %         | 29 janvier 2017   | 1 280 000      | 13,3 %         | 28,7 %         | 12,2 %             |
| Secret Story 7       | Dimanche à 21h30    | 25 février 2018   | 1 684 000      | 17,4 %         | 37,6 %         | 27 mai 2018       | 1 465 000      | 15,1 %         | 33,3 %         | 15,1 %             |
| O Reencontro         | Dimanche à 21h30    | 25 février 2018   | 1 240 000      | 12,8 %         | 29,5 %         | 1er juillet 2018  | 1 270 000      | 13,1 %         | 30,8 %         |                    |
| Secret Story 1       | Dimanche et jeudi   | 9 septembre 2021  | 1 604 000      | Non Communiqué | 17,3%          | 23 décembre 2021  | 1 706 000      | Non Communiqué | 15,6%          | 1 738 000 (17,3%)  |
| Secret Story 2       | Dimanche et jeudi   | 13 janvier 2022   | 1 541 000      | Non Communiqué | 14,5%          | 7 avril 2022      | 1 332 000      | Non Communiqué | 12,9%          | 1 216 000 (12,4%)  |
| Secret Story Afrique | N'importe quel jour | 15 juin 2014      | Non Communiqué | Non Communiqué | Non Communiqué | 10 août 2014      | Non Communiqué | Non Communiqué | Non Communiqué | Non Communiqué     |

APP : Pourcentage de la population visionnant l'émission. Cette technique n'est pas employée en France. La médiamétrie est un sondage calculant l'audience avec la PDM (Part de Marché),,.